# Blattodea
Los blatodeos (Blattodea, del latín Blatta, «cucaracha» y del griego eidés, «que tiene aspecto de») incluyen a las cucarachas, cutias, baratas, curianas, o jates, y a las termitas (Isoptera). Es un orden de insectos hemimetábolos paurometábolos de cuerpo aplanado.
Se conocen más de 4500 especies de cucarachas en cerca de 500 géneros.
Suelen ser de color castaño, rojo u oscuro y de cuerpo aplanado. Algunas especies tienen colores llamativos.
El miedo patológico a las cucarachas se denomina blatofobia.

## Descripción

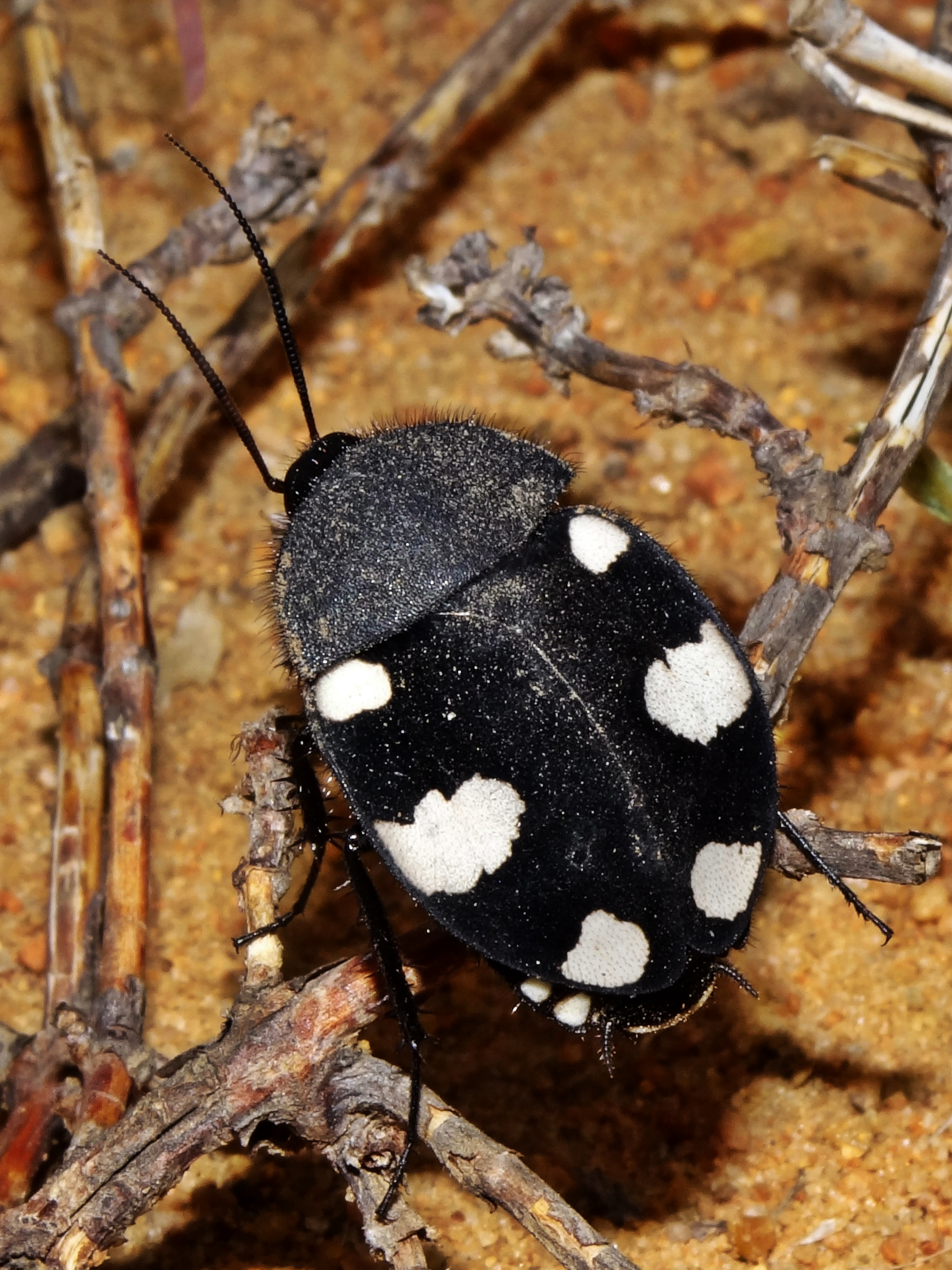
Therea petiveriana.

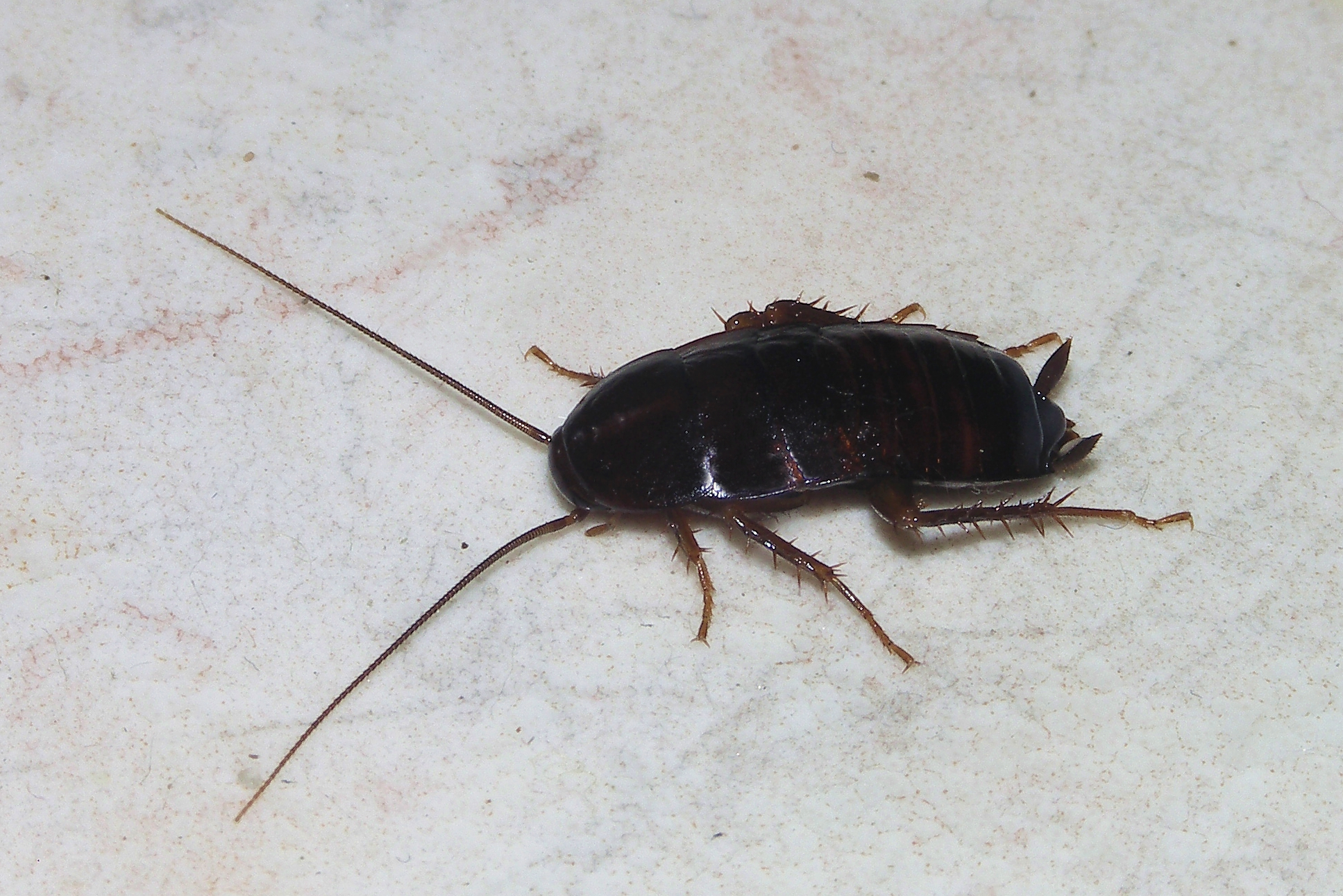
La cucaracha común, Blatta orientalis.

Su cuerpo es ovalado y aplanado. La cabeza es pequeña y suele estar protegida por un pronoto en forma de escudo. Sus antenas son filiformes, sus ojos compuestos son pequeños, las patas largas, aplanadas y espinosas, y las piezas bucales masticadoras. Tiene dos pares de alas, de ellos las alas del par posterior, que son grandes y membranosas, están cubiertas y protegidas por las alas anteriores, que son más pequeñas y están esclerotizadas. Presentan un par de cercos laterales en el extremo del abdomen.
La cucaracha común (Blatta orientalis), también conocida como cucaracha negra u oriental, llega a medir 3,5 cm de largo. El macho tiene alas cortas y no vuela; la hembra carece de alas. Se nutre de gran variedad de alimentos.
La cucaracha más grande descrita hasta ahora proviene de Australia, la cucaracha rinoceronte, que puede crecer hasta 9 cm de largo y pesar más de 30 gramos. Comparable en tamaño es la cucaracha gigante Blaberus giganteus, que tiene una longitud similar, pero no es tan pesada. 
Las cucarachas se encuentran entre los animales más resistentes del planeta; algunas especies son capaces de mantenerse activas durante un mes sin comida o ser capaces de sobrevivir con recursos limitados, por ejemplo, ingiriendo únicamente cola de sellos. Algunas pueden vivir sin aire durante 45 minutos o ralentizar los latidos del corazón.

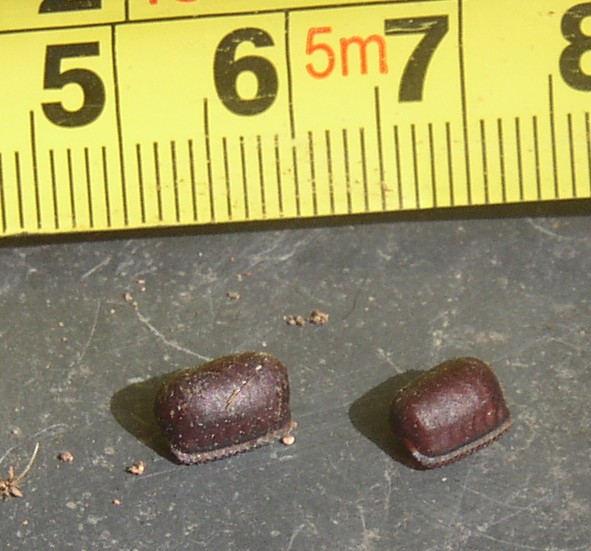
Ooteca de Periplaneta americana; Florianòpolis, SC, Brasil.

Existe la creencia popular o leyenda urbana de que las cucarachas repoblarán la Tierra si la humanidad se autodestruyera a causa de una guerra nuclear. Las cucarachas tienen una mayor resistencia a las radiaciones que los vertebrados, con una dosis letal entre 6 y 15 veces mayor que los humanos. Aun así, no son excepcionalmente resistentes a las radiaciones en comparación a otros insectos, como la mosca de la fruta.
La capacidad de soportar mejor las radiaciones que los humanos se puede explicar en términos de ciclo celular. Las células son más vulnerables a los efectos de la radiación cuando se están dividiendo. Las células de la cucaracha se dividen solo una vez cuando se encuentran en cada ciclo de muda, lo cual pasa semanalmente en cucarachas jóvenes. Las células del animal tardan 48 horas para completar un ciclo, lo que dejaría bastante tiempo a la radiación para afectarlas, pero no todas las cucarachas lo harían al mismo tiempo. Eso significa que habría no afectadas por la radiación y que por lo tanto sobrevivirían, al menos inicialmente.

### Respiración

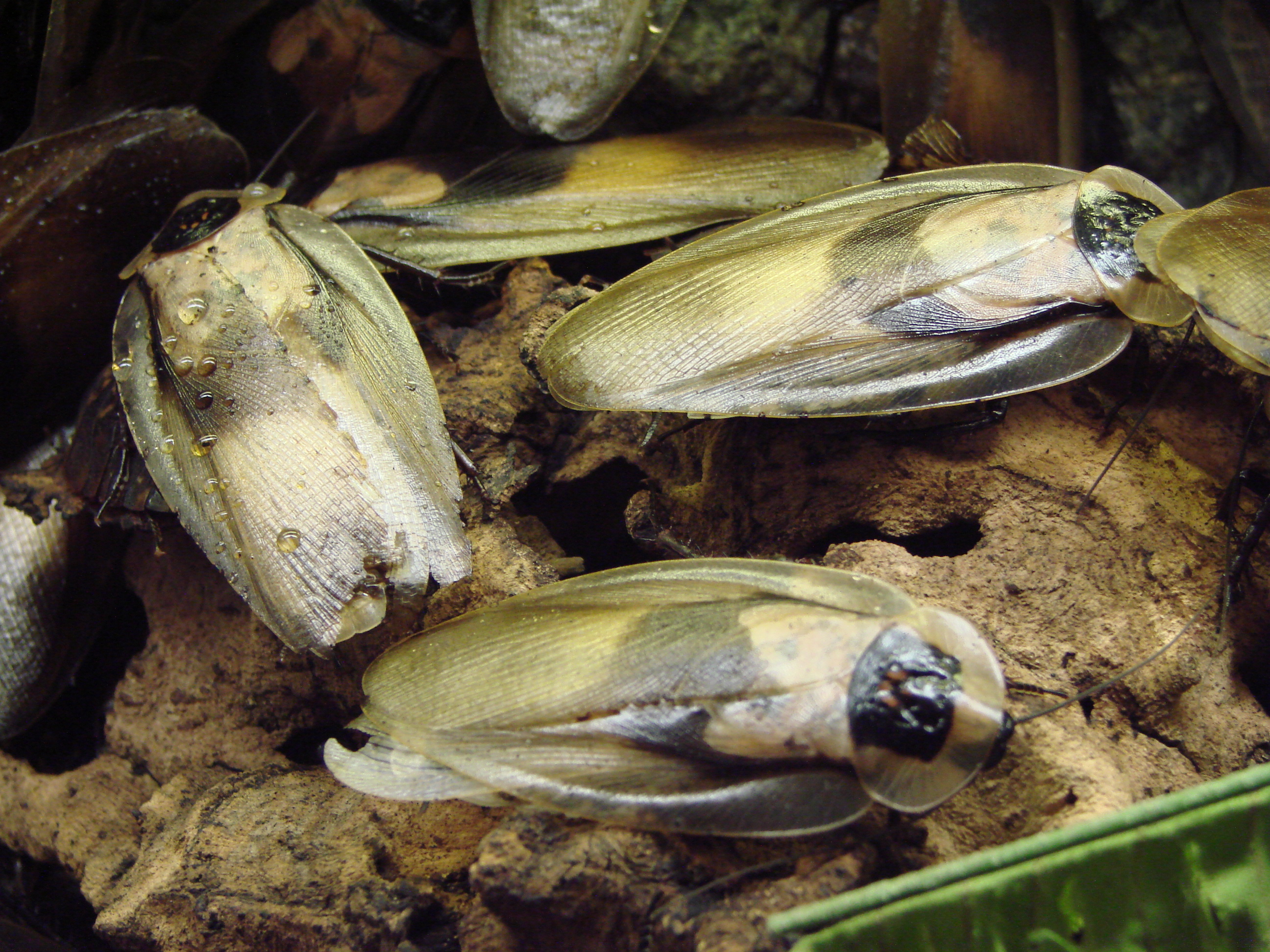
Blaberus craniifer.

Las cucarachas, como todos los insectos, respiran a través de un sistema de tubos llamados tráqueas. Las tráqueas de insectos se abren al exterior a través de los espiráculos, excepto la cabeza. Así, todos los insectos, incluyendo las cucarachas, pueden respirar sin la cabeza. Las válvulas se abren cuando el CO2 en el insecto llega a un nivel alto; entonces el CO2 se difunde fuera de las tráqueas en el exterior y entra aire fresco oxigenado. El sistema traqueal lleva el aire directamente a las células, bifurcándose continuamente como un árbol hasta que sus traqueolas de cutículas más finas estén asociados con cada célula, permitiendo que el oxígeno gaseoso se disuelva en el citoplasma al otro lado de la cutícula fina de la traqueola. El CO2 se difunde desde las células hacia la traqueola.

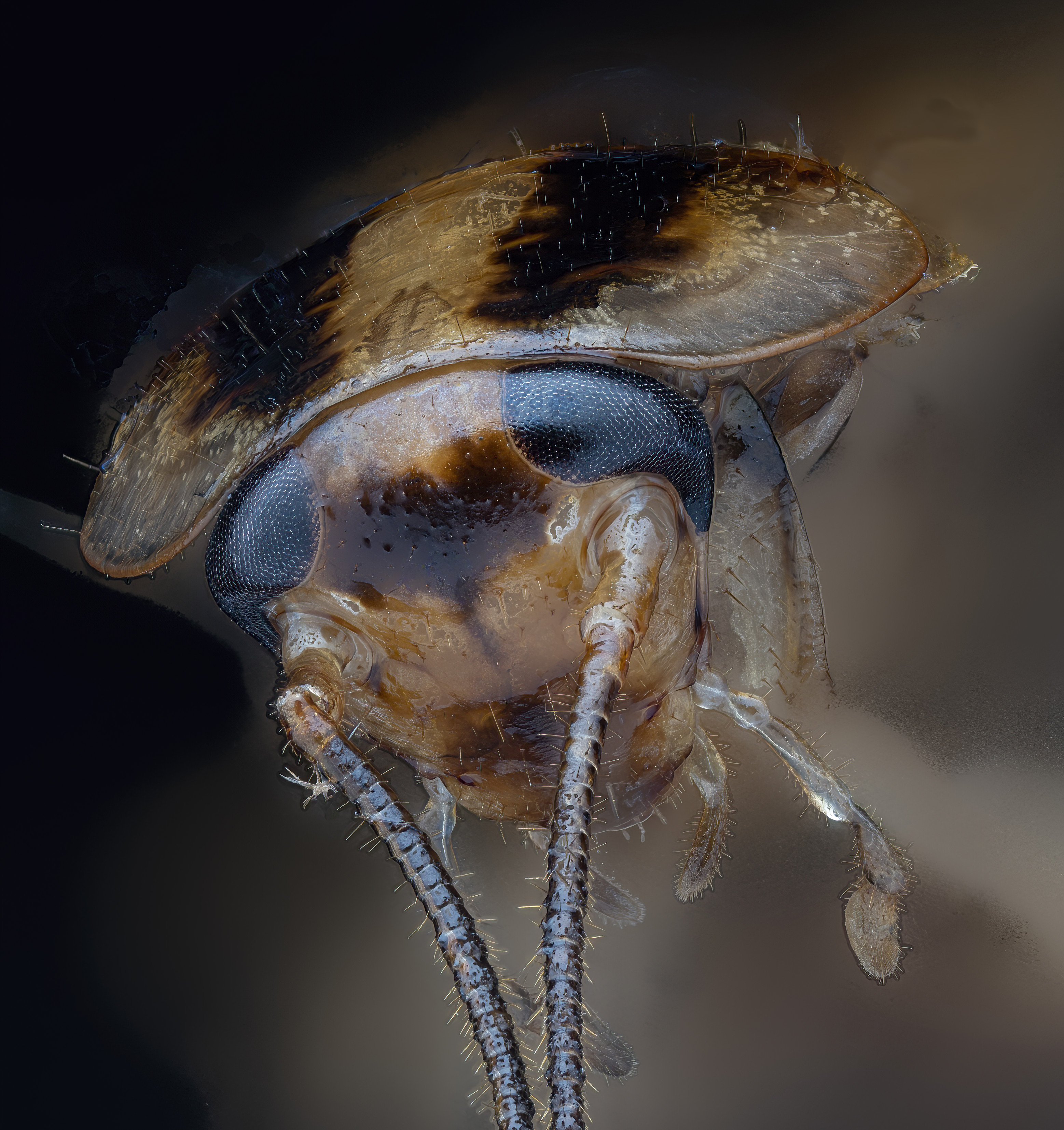
Cabeza de cucaracha

En algunos insectos muy grandes, el proceso de difusión pasiva es insuficiente para proporcionar oxígeno con el flujo idóneo, y la musculatura del cuerpo se puede contraer rítmicamente para forzar la entrada de aire en los espiráculos.

### Sistemas reproductivos

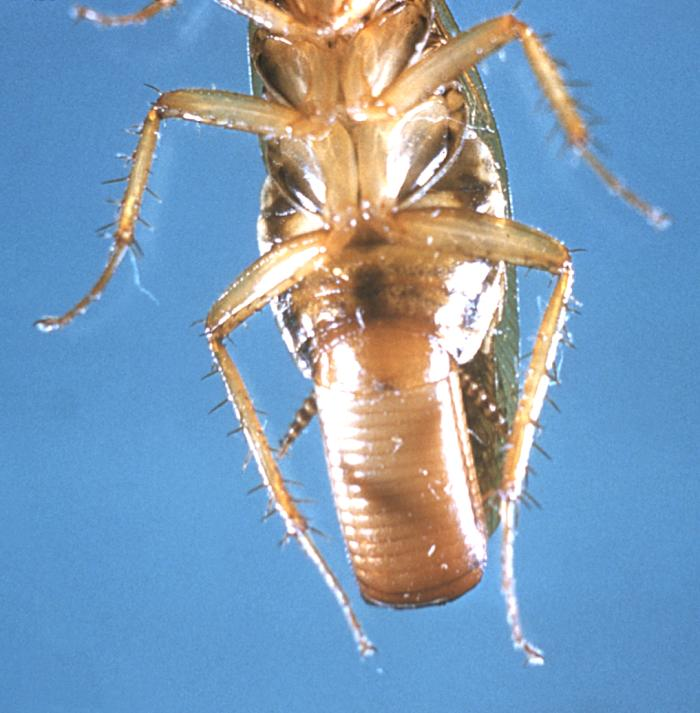
Hembra de Blatella germanica con ooteca de huevecillos.

La hembra realiza la puesta de huevecillos externamente en una ooteca oblongada, aunque hay una especie, Diploptera punctata, que es vivípara.
Las cucarachas hembras a menudo llevan estuches, llamados ootecas, donde están los huevos al extremo del abdomen. La ooteca de la cucaracha germánica contiene entre 30–40 huevos, largos y delgados. 
Las ninfas surgen de los huevos por la presión combinada de las ninfas que tragan aire, y son inicialmente de color blanco brillante, se endurecen y oscurecen en aproximadamente cuatro horas. Su etapa blanca es transitoria mientras salen, y la posterior muda ha llevado a muchas personas a afirmar haber visto cucarachas albinas. 
B. germanica lleva una ooteca que normalmente contiene 40 huevos pero puede variar entre 15 y 50 huevos. Deja caer la cápsula antes de que salgan las ninfas. El desarrollo desde huevos hasta adultos dura entre 3 y 4 meses. Las cucarachas pueden llegar a vivir un año. La hembra puede producir hasta ocho ootecas a lo largo de su ciclo reproductor; en condiciones favorables, puede producir entre 300 y 400 descendientes. Otras especies de cucarachas, sin embargo, pueden producir un número extremadamente alto de huevos en su vida y necesitar nada más que una sola cópula.

## Hábitat

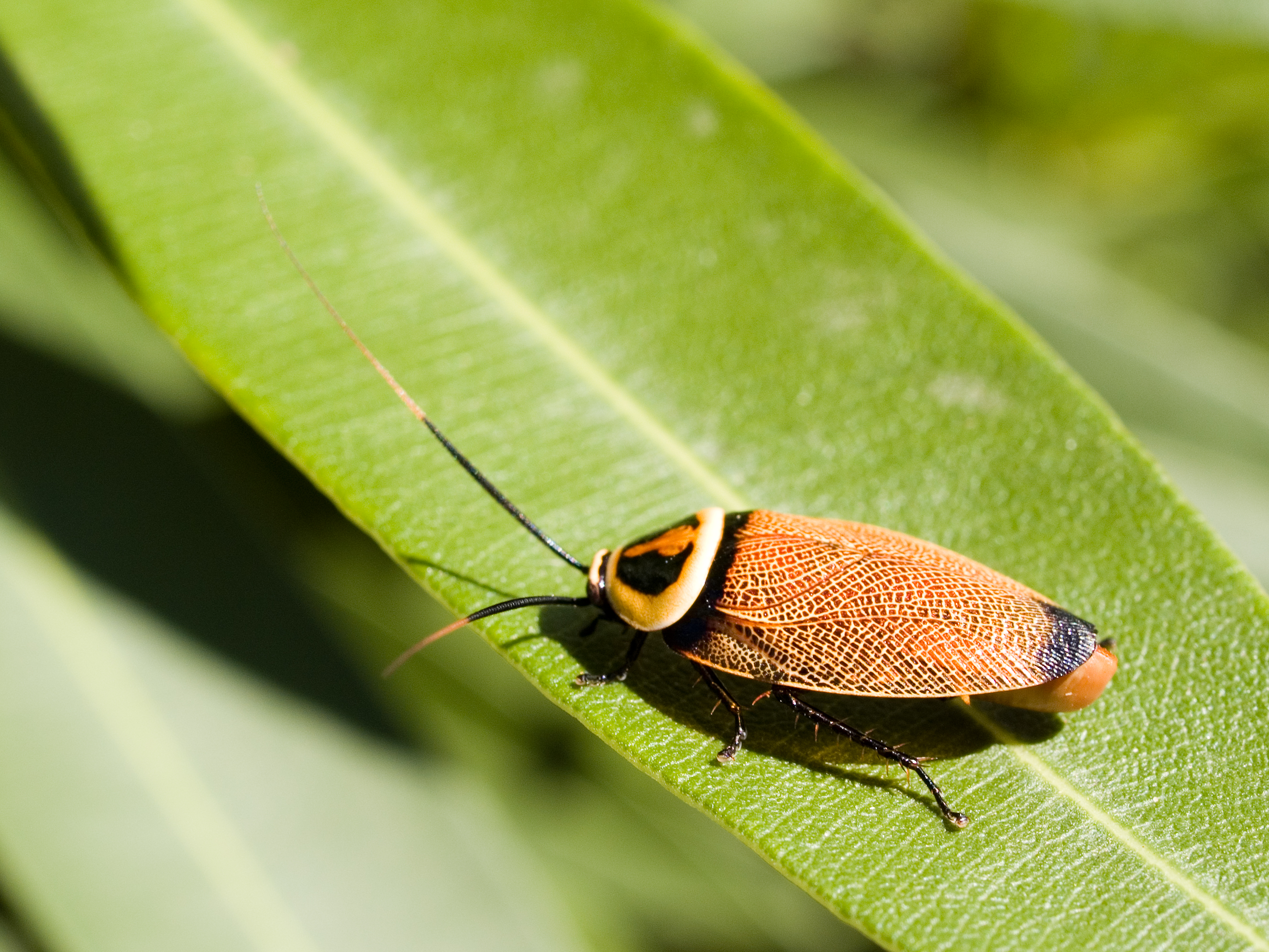
Una cucaracha arbustiva.

Las cucarachas viven en una amplia diversidad de ambientes. Las especies de plagas de cucarachas se adaptan inmediatamente a una variedad de ambientes, pero prefieren las condiciones cálidas dentro de los edificios. Muchas especies tropicales prefieren ambientes incluso más cálidos y húmedos y no infestan la mayoría de casas. Se calcula que aproximadamente solo 20 especies de cucarachas de entre las 3500 especies descritas pueden molestar al ser humano.

## Ecología

### Alimentación
Las cucarachas son generalmente omnívoras. Una excepción es la cucaracha xilófaga del género Cryptocercus, con diversas especies encontradas en Rusia, China, Corea y los Estados Unidos. Aunque son incapaces de digerir la celulosa por ellas mismas, mantienen una relación de simbiosis con protozoos que sí lo hacen, lo que les permite extraer nutrientes. En este aspecto se parecen a las termitas, e investigaciones actuales sugieren que el género  Cryptocercus  está más estrechamente relacionado con las termitas que otros blatodeos. Las cucarachas son más comunes en climas tropicales y subtropicales. Algunas especies están estrechamente relacionadas con las viviendas y se localizan en estos casos cerca de cubos de basura, en la cocina, en el baño, en zonas con humedad y calor, en las coladeras o también en la alcantarilla.

### Etología

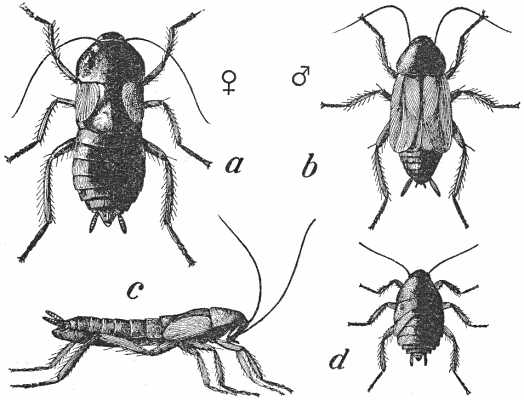
cucaracha oriental o negra (Blatta orientalis). a) hembra. b) macho. c) visión lateral de una hembra. d) estadio juvenil..

Las cucarachas han mostrado conductas emergentes.
Un estudio de la Universidad de Florida muestra que las cucarachas dejan rastros químicos en su excremento. Otras cucarachas siguen estos rastros para descubrir fuentes de comida y de agua, y también para descubrir dónde están escondidas. La investigación ha mostrado que la toma de decisiones basada en el grupo es responsable de más comportamientos complejos como la asignación de recursos. En un estudio donde 50 individuos se ponían en un plato con tres refugios con capacidad para 40 insectos en cada uno, los insectos se agrupaban en dos refugios con 25 insectos, dejando vacío el tercero. Si la capacidad de los refugios se aumentaba hasta más de 50 cucarachas por refugio, todas se metían en el mismo refugio. Los investigadores encontraron un equilibrio entre cooperación y competencia en el comportamiento de toma de decisión colectiva de las cucarachas. Los modelos utilizados en esta investigación también pueden explicar la dinámica de grupo de otros insectos y animales.
Otro estudio probaba la hipótesis de que las cucarachas utilizan solo dos informaciones para decidir dónde esconderse: qué oscuro está y cuántos de sus amigos están allí. El estudio dirigido por José Halloy y colegas en la Universidad Libre de Bruselas y otras instituciones europeas creó un conjunto de pequeños robots que eran reconocidos como congéneres por las cucarachas y así manipular su percepción de masa crítica.
Aparte, investigadores de la Universidad de Tohoku hicieron un experimento de condicionamiento con cucarachas y descubrieron que los insectos asociaban el olor de la vainilla y la menta con el azúcar.
Las cucarachas son eminentemente nocturnas y normalmente fotofóbicas, por lo que corren cuando se exponen a la luz. De forma excepcional la cucaracha oriental es atraída por la luz.

## Historia evolutiva y relaciones filogenéticas

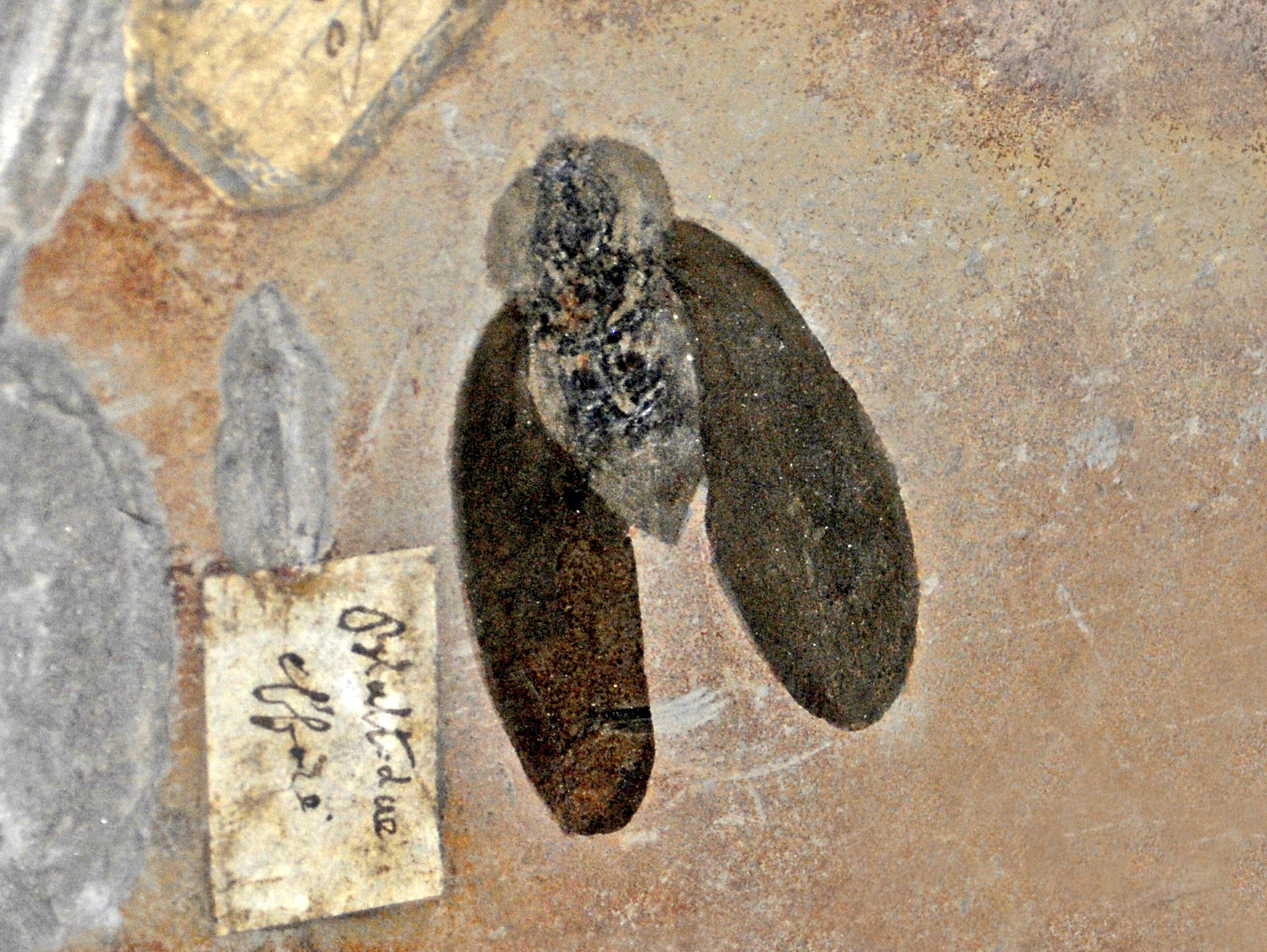
Cucaracha fósil del Carbonífero de Francia.

Los primeros fósiles parecidos a blatodeos datan del periodo Carbonífero, hace 355–295 millones de años. Aun así, estos fósiles difieren de los blatodeos modernos en que disponen de un largo oviscapto u ovipositor y son los ancestros de los mantodeos, así como de las cucarachas actuales. Los primeros fósiles de blatodeos modernos con oviscapto interno aparecen al comienzo del Cretácico. 
Los entomólogos agrupan a los Mantodea y Blattodea en un superorden llamado Dictyoptera. Evidencias actuales sugieren que las termitas evolucionaron desde las cucarachas auténticas. Si esto fuese así, entonces Blattodea, excluyendo los isópteros no sería un grupo monofilético y los isópteros serían realmente un grupo de blatodeos. Por ello, las clasificaciones taxonómicas modernas clasifican a las termitas como parte del orden Blattodea.

### Cladograma
Relaciones filogenéticas de Blattodea (incluidas las termitas), según Eggleton, Beccaloni e Inward (2007).
|  | \| \| Termitidae \| \| \| \| \| \| Rhinotermitidae \| \| \| \| |
|  |                                                                |
|  | Kalotermitidae                                                 |
|  |                                                                |
|  | Termitidae                                                     |
|  |                                                                |
|  | Rhinotermitidae                                                |
|  |                                                                |

|  | Termitidae      |
|  |                 |
|  | Rhinotermitidae |
|  |                 |

|  | Termopsidae    |
|  |                |
|  | Hodotermitidae |
|  |                |

|  | \| \| Termitidae \| \| \| \| \| \| Rhinotermitidae \| \| \| \| |
|  |                                                                |
|  | Kalotermitidae                                                 |
|  |                                                                |
|  | Termitidae                                                     |
|  |                                                                |
|  | Rhinotermitidae                                                |
|  |                                                                |

|  | Termitidae      |
|  |                 |
|  | Rhinotermitidae |
|  |                 |

|  | Termopsidae    |
|  |                |
|  | Hodotermitidae |
|  |                |

|  | \| \| Termitidae \| \| \| \| \| \| Rhinotermitidae \| \| \| \| |
|  |                                                                |
|  | Kalotermitidae                                                 |
|  |                                                                |
|  | Termitidae                                                     |
|  |                                                                |
|  | Rhinotermitidae                                                |
|  |                                                                |

|  | Termitidae      |
|  |                 |
|  | Rhinotermitidae |
|  |                 |

|  | Termopsidae    |
|  |                |
|  | Hodotermitidae |
|  |                |

|  | \| \| Termitidae \| \| \| \| \| \| Rhinotermitidae \| \| \| \| |
|  |                                                                |
|  | Kalotermitidae                                                 |
|  |                                                                |
|  | Termitidae                                                     |
|  |                                                                |
|  | Rhinotermitidae                                                |
|  |                                                                |

|  | Termitidae      |
|  |                 |
|  | Rhinotermitidae |
|  |                 |

|  | Termopsidae    |
|  |                |
|  | Hodotermitidae |
|  |                |

|  | \| \| Termitidae \| \| \| \| \| \| Rhinotermitidae \| \| \| \| |
|  |                                                                |
|  | Kalotermitidae                                                 |
|  |                                                                |
|  | Termitidae                                                     |
|  |                                                                |
|  | Rhinotermitidae                                                |
|  |                                                                |

|  | Termitidae      |
|  |                 |
|  | Rhinotermitidae |
|  |                 |

|  | Termopsidae    |
|  |                |
|  | Hodotermitidae |
|  |                |

|  | \| \| Termitidae \| \| \| \| \| \| Rhinotermitidae \| \| \| \| |
|  |                                                                |
|  | Kalotermitidae                                                 |
|  |                                                                |
|  | Termitidae                                                     |
|  |                                                                |
|  | Rhinotermitidae                                                |
|  |                                                                |

|  | Termitidae      |
|  |                 |
|  | Rhinotermitidae |
|  |                 |

|  | Termopsidae    |
|  |                |
|  | Hodotermitidae |
|  |                |

|  | \| \| Termitidae \| \| \| \| \| \| Rhinotermitidae \| \| \| \| |
|  |                                                                |
|  | Kalotermitidae                                                 |
|  |                                                                |
|  | Termitidae                                                     |
|  |                                                                |
|  | Rhinotermitidae                                                |
|  |                                                                |

|  | Termitidae      |
|  |                 |
|  | Rhinotermitidae |
|  |                 |

|  | Termopsidae    |
|  |                |
|  | Hodotermitidae |
|  |                |

|  | \| \| Termitidae \| \| \| \| \| \| Rhinotermitidae \| \| \| \| |
|  |                                                                |
|  | Kalotermitidae                                                 |
|  |                                                                |
|  | Termitidae                                                     |
|  |                                                                |
|  | Rhinotermitidae                                                |
|  |                                                                |

|  | Termitidae      |
|  |                 |
|  | Rhinotermitidae |
|  |                 |

|  | Termopsidae    |
|  |                |
|  | Hodotermitidae |
|  |                |

|  | \| \| Termitidae \| \| \| \| \| \| Rhinotermitidae \| \| \| \| |
|  |                                                                |
|  | Kalotermitidae                                                 |
|  |                                                                |
|  | Termitidae                                                     |
|  |                                                                |
|  | Rhinotermitidae                                                |
|  |                                                                |

|  | Termitidae      |
|  |                 |
|  | Rhinotermitidae |
|  |                 |

|  | Termopsidae    |
|  |                |
|  | Hodotermitidae |
|  |                |

|  | \| \| Termitidae \| \| \| \| \| \| Rhinotermitidae \| \| \| \| |
|  |                                                                |
|  | Kalotermitidae                                                 |
|  |                                                                |
|  | Termitidae                                                     |
|  |                                                                |
|  | Rhinotermitidae                                                |
|  |                                                                |

|  | Termitidae      |
|  |                 |
|  | Rhinotermitidae |
|  |                 |

|  | Termopsidae    |
|  |                |
|  | Hodotermitidae |
|  |                |

|  | \| \| Termitidae \| \| \| \| \| \| Rhinotermitidae \| \| \| \| |
|  |                                                                |
|  | Kalotermitidae                                                 |
|  |                                                                |
|  | Termitidae                                                     |
|  |                                                                |
|  | Rhinotermitidae                                                |
|  |                                                                |

|  | Termitidae      |
|  |                 |
|  | Rhinotermitidae |
|  |                 |

|  | Termopsidae    |
|  |                |
|  | Hodotermitidae |
|  |                |

|  | \| \| Termitidae \| \| \| \| \| \| Rhinotermitidae \| \| \| \| |
|  |                                                                |
|  | Kalotermitidae                                                 |
|  |                                                                |
|  | Termitidae                                                     |
|  |                                                                |
|  | Rhinotermitidae                                                |
|  |                                                                |

|  | Termitidae      |
|  |                 |
|  | Rhinotermitidae |
|  |                 |

|  | Termopsidae    |
|  |                |
|  | Hodotermitidae |
|  |                |

|  | \| \| Termitidae \| \| \| \| \| \| Rhinotermitidae \| \| \| \| |
|  |                                                                |
|  | Kalotermitidae                                                 |
|  |                                                                |
|  | Termitidae                                                     |
|  |                                                                |
|  | Rhinotermitidae                                                |
|  |                                                                |

|  | Termitidae      |
|  |                 |
|  | Rhinotermitidae |
|  |                 |

|  | Termopsidae    |
|  |                |
|  | Hodotermitidae |
|  |                |

|  | \| \| Termitidae \| \| \| \| \| \| Rhinotermitidae \| \| \| \| |
|  |                                                                |
|  | Kalotermitidae                                                 |
|  |                                                                |
|  | Termitidae                                                     |
|  |                                                                |
|  | Rhinotermitidae                                                |
|  |                                                                |

|  | Termitidae      |
|  |                 |
|  | Rhinotermitidae |
|  |                 |

|  | Termopsidae    |
|  |                |
|  | Hodotermitidae |
|  |                |

|  | \| \| Termitidae \| \| \| \| \| \| Rhinotermitidae \| \| \| \| |
|  |                                                                |
|  | Kalotermitidae                                                 |
|  |                                                                |
|  | Termitidae                                                     |
|  |                                                                |
|  | Rhinotermitidae                                                |
|  |                                                                |

|  | Termitidae      |
|  |                 |
|  | Rhinotermitidae |
|  |                 |

|  | Termopsidae    |
|  |                |
|  | Hodotermitidae |
|  |                |

|  | \| \| Termitidae \| \| \| \| \| \| Rhinotermitidae \| \| \| \| |
|  |                                                                |
|  | Kalotermitidae                                                 |
|  |                                                                |
|  | Termitidae                                                     |
|  |                                                                |
|  | Rhinotermitidae                                                |
|  |                                                                |

|  | Termitidae      |
|  |                 |
|  | Rhinotermitidae |
|  |                 |

|  | Termopsidae    |
|  |                |
|  | Hodotermitidae |
|  |                |

|  | \| \| Blaberidae \| \| \| \| \| \| Blattellidae \| \| \| \| |
|  |                                                             |
|  | Ectobiidae                                                  |
|  |                                                             |
|  | Blaberidae                                                  |
|  |                                                             |
|  | Blattellidae                                                |
|  |                                                             |

|  | Blaberidae   |
|  |              |
|  | Blattellidae |
|  |              |

|  | \| \| Termitidae \| \| \| \| \| \| Rhinotermitidae \| \| \| \| |
|  |                                                                |
|  | Kalotermitidae                                                 |
|  |                                                                |
|  | Termitidae                                                     |
|  |                                                                |
|  | Rhinotermitidae                                                |
|  |                                                                |

|  | Termitidae      |
|  |                 |
|  | Rhinotermitidae |
|  |                 |

|  | Termopsidae    |
|  |                |
|  | Hodotermitidae |
|  |                |

|  | \| \| Termitidae \| \| \| \| \| \| Rhinotermitidae \| \| \| \| |
|  |                                                                |
|  | Kalotermitidae                                                 |
|  |                                                                |
|  | Termitidae                                                     |
|  |                                                                |
|  | Rhinotermitidae                                                |
|  |                                                                |

|  | Termitidae      |
|  |                 |
|  | Rhinotermitidae |
|  |                 |

|  | Termopsidae    |
|  |                |
|  | Hodotermitidae |
|  |                |

|  | \| \| Termitidae \| \| \| \| \| \| Rhinotermitidae \| \| \| \| |
|  |                                                                |
|  | Kalotermitidae                                                 |
|  |                                                                |
|  | Termitidae                                                     |
|  |                                                                |
|  | Rhinotermitidae                                                |
|  |                                                                |

|  | Termitidae      |
|  |                 |
|  | Rhinotermitidae |
|  |                 |

|  | Termopsidae    |
|  |                |
|  | Hodotermitidae |
|  |                |

|  | \| \| Termitidae \| \| \| \| \| \| Rhinotermitidae \| \| \| \| |
|  |                                                                |
|  | Kalotermitidae                                                 |
|  |                                                                |
|  | Termitidae                                                     |
|  |                                                                |
|  | Rhinotermitidae                                                |
|  |                                                                |

|  | Termitidae      |
|  |                 |
|  | Rhinotermitidae |
|  |                 |

|  | Termopsidae    |
|  |                |
|  | Hodotermitidae |
|  |                |

|  | \| \| Termitidae \| \| \| \| \| \| Rhinotermitidae \| \| \| \| |
|  |                                                                |
|  | Kalotermitidae                                                 |
|  |                                                                |
|  | Termitidae                                                     |
|  |                                                                |
|  | Rhinotermitidae                                                |
|  |                                                                |

|  | Termitidae      |
|  |                 |
|  | Rhinotermitidae |
|  |                 |

|  | Termopsidae    |
|  |                |
|  | Hodotermitidae |
|  |                |

|  | \| \| Termitidae \| \| \| \| \| \| Rhinotermitidae \| \| \| \| |
|  |                                                                |
|  | Kalotermitidae                                                 |
|  |                                                                |
|  | Termitidae                                                     |
|  |                                                                |
|  | Rhinotermitidae                                                |
|  |                                                                |

|  | Termitidae      |
|  |                 |
|  | Rhinotermitidae |
|  |                 |

|  | Termopsidae    |
|  |                |
|  | Hodotermitidae |
|  |                |

|  | \| \| Termitidae \| \| \| \| \| \| Rhinotermitidae \| \| \| \| |
|  |                                                                |
|  | Kalotermitidae                                                 |
|  |                                                                |
|  | Termitidae                                                     |
|  |                                                                |
|  | Rhinotermitidae                                                |
|  |                                                                |

|  | Termitidae      |
|  |                 |
|  | Rhinotermitidae |
|  |                 |

|  | Termopsidae    |
|  |                |
|  | Hodotermitidae |
|  |                |

|  | \| \| Termitidae \| \| \| \| \| \| Rhinotermitidae \| \| \| \| |
|  |                                                                |
|  | Kalotermitidae                                                 |
|  |                                                                |
|  | Termitidae                                                     |
|  |                                                                |
|  | Rhinotermitidae                                                |
|  |                                                                |

|  | Termitidae      |
|  |                 |
|  | Rhinotermitidae |
|  |                 |

|  | Termopsidae    |
|  |                |
|  | Hodotermitidae |
|  |                |

|  | \| \| Termitidae \| \| \| \| \| \| Rhinotermitidae \| \| \| \| |
|  |                                                                |
|  | Kalotermitidae                                                 |
|  |                                                                |
|  | Termitidae                                                     |
|  |                                                                |
|  | Rhinotermitidae                                                |
|  |                                                                |

|  | Termitidae      |
|  |                 |
|  | Rhinotermitidae |
|  |                 |

|  | Termopsidae    |
|  |                |
|  | Hodotermitidae |
|  |                |

|  | \| \| Termitidae \| \| \| \| \| \| Rhinotermitidae \| \| \| \| |
|  |                                                                |
|  | Kalotermitidae                                                 |
|  |                                                                |
|  | Termitidae                                                     |
|  |                                                                |
|  | Rhinotermitidae                                                |
|  |                                                                |

|  | Termitidae      |
|  |                 |
|  | Rhinotermitidae |
|  |                 |

|  | Termopsidae    |
|  |                |
|  | Hodotermitidae |
|  |                |

|  | \| \| Termitidae \| \| \| \| \| \| Rhinotermitidae \| \| \| \| |
|  |                                                                |
|  | Kalotermitidae                                                 |
|  |                                                                |
|  | Termitidae                                                     |
|  |                                                                |
|  | Rhinotermitidae                                                |
|  |                                                                |

|  | Termitidae      |
|  |                 |
|  | Rhinotermitidae |
|  |                 |

|  | Termopsidae    |
|  |                |
|  | Hodotermitidae |
|  |                |

|  | \| \| Termitidae \| \| \| \| \| \| Rhinotermitidae \| \| \| \| |
|  |                                                                |
|  | Kalotermitidae                                                 |
|  |                                                                |
|  | Termitidae                                                     |
|  |                                                                |
|  | Rhinotermitidae                                                |
|  |                                                                |

|  | Termitidae      |
|  |                 |
|  | Rhinotermitidae |
|  |                 |

|  | Termopsidae    |
|  |                |
|  | Hodotermitidae |
|  |                |

|  | \| \| Termitidae \| \| \| \| \| \| Rhinotermitidae \| \| \| \| |
|  |                                                                |
|  | Kalotermitidae                                                 |
|  |                                                                |
|  | Termitidae                                                     |
|  |                                                                |
|  | Rhinotermitidae                                                |
|  |                                                                |

|  | Termitidae      |
|  |                 |
|  | Rhinotermitidae |
|  |                 |

|  | Termopsidae    |
|  |                |
|  | Hodotermitidae |
|  |                |

|  | \| \| Termitidae \| \| \| \| \| \| Rhinotermitidae \| \| \| \| |
|  |                                                                |
|  | Kalotermitidae                                                 |
|  |                                                                |
|  | Termitidae                                                     |
|  |                                                                |
|  | Rhinotermitidae                                                |
|  |                                                                |

|  | Termitidae      |
|  |                 |
|  | Rhinotermitidae |
|  |                 |

|  | Termopsidae    |
|  |                |
|  | Hodotermitidae |
|  |                |

|  | \| \| Termitidae \| \| \| \| \| \| Rhinotermitidae \| \| \| \| |
|  |                                                                |
|  | Kalotermitidae                                                 |
|  |                                                                |
|  | Termitidae                                                     |
|  |                                                                |
|  | Rhinotermitidae                                                |
|  |                                                                |

|  | Termitidae      |
|  |                 |
|  | Rhinotermitidae |
|  |                 |

|  | Termopsidae    |
|  |                |
|  | Hodotermitidae |
|  |                |

|  | \| \| Termitidae \| \| \| \| \| \| Rhinotermitidae \| \| \| \| |
|  |                                                                |
|  | Kalotermitidae                                                 |
|  |                                                                |
|  | Termitidae                                                     |
|  |                                                                |
|  | Rhinotermitidae                                                |
|  |                                                                |

|  | Termitidae      |
|  |                 |
|  | Rhinotermitidae |
|  |                 |

|  | Termopsidae    |
|  |                |
|  | Hodotermitidae |
|  |                |

|  | \| \| Blaberidae \| \| \| \| \| \| Blattellidae \| \| \| \| |
|  |                                                             |
|  | Ectobiidae                                                  |
|  |                                                             |
|  | Blaberidae                                                  |
|  |                                                             |
|  | Blattellidae                                                |
|  |                                                             |

|  | Blaberidae   |
|  |              |
|  | Blattellidae |
|  |              |

|  | Polyphagidae |
|  |              |
|  | Nocticolidae |
|  |              |

|  | \| \| Termitidae \| \| \| \| \| \| Rhinotermitidae \| \| \| \| |
|  |                                                                |
|  | Kalotermitidae                                                 |
|  |                                                                |
|  | Termitidae                                                     |
|  |                                                                |
|  | Rhinotermitidae                                                |
|  |                                                                |

|  | Termitidae      |
|  |                 |
|  | Rhinotermitidae |
|  |                 |

|  | Termopsidae    |
|  |                |
|  | Hodotermitidae |
|  |                |

|  | \| \| Termitidae \| \| \| \| \| \| Rhinotermitidae \| \| \| \| |
|  |                                                                |
|  | Kalotermitidae                                                 |
|  |                                                                |
|  | Termitidae                                                     |
|  |                                                                |
|  | Rhinotermitidae                                                |
|  |                                                                |

|  | Termitidae      |
|  |                 |
|  | Rhinotermitidae |
|  |                 |

|  | Termopsidae    |
|  |                |
|  | Hodotermitidae |
|  |                |

|  | \| \| Termitidae \| \| \| \| \| \| Rhinotermitidae \| \| \| \| |
|  |                                                                |
|  | Kalotermitidae                                                 |
|  |                                                                |
|  | Termitidae                                                     |
|  |                                                                |
|  | Rhinotermitidae                                                |
|  |                                                                |

|  | Termitidae      |
|  |                 |
|  | Rhinotermitidae |
|  |                 |

|  | Termopsidae    |
|  |                |
|  | Hodotermitidae |
|  |                |

|  | \| \| Termitidae \| \| \| \| \| \| Rhinotermitidae \| \| \| \| |
|  |                                                                |
|  | Kalotermitidae                                                 |
|  |                                                                |
|  | Termitidae                                                     |
|  |                                                                |
|  | Rhinotermitidae                                                |
|  |                                                                |

|  | Termitidae      |
|  |                 |
|  | Rhinotermitidae |
|  |                 |

|  | Termopsidae    |
|  |                |
|  | Hodotermitidae |
|  |                |

|  | \| \| Termitidae \| \| \| \| \| \| Rhinotermitidae \| \| \| \| |
|  |                                                                |
|  | Kalotermitidae                                                 |
|  |                                                                |
|  | Termitidae                                                     |
|  |                                                                |
|  | Rhinotermitidae                                                |
|  |                                                                |

|  | Termitidae      |
|  |                 |
|  | Rhinotermitidae |
|  |                 |

|  | Termopsidae    |
|  |                |
|  | Hodotermitidae |
|  |                |

|  | \| \| Termitidae \| \| \| \| \| \| Rhinotermitidae \| \| \| \| |
|  |                                                                |
|  | Kalotermitidae                                                 |
|  |                                                                |
|  | Termitidae                                                     |
|  |                                                                |
|  | Rhinotermitidae                                                |
|  |                                                                |

|  | Termitidae      |
|  |                 |
|  | Rhinotermitidae |
|  |                 |

|  | Termopsidae    |
|  |                |
|  | Hodotermitidae |
|  |                |

|  | \| \| Termitidae \| \| \| \| \| \| Rhinotermitidae \| \| \| \| |
|  |                                                                |
|  | Kalotermitidae                                                 |
|  |                                                                |
|  | Termitidae                                                     |
|  |                                                                |
|  | Rhinotermitidae                                                |
|  |                                                                |

|  | Termitidae      |
|  |                 |
|  | Rhinotermitidae |
|  |                 |

|  | Termopsidae    |
|  |                |
|  | Hodotermitidae |
|  |                |

|  | \| \| Termitidae \| \| \| \| \| \| Rhinotermitidae \| \| \| \| |
|  |                                                                |
|  | Kalotermitidae                                                 |
|  |                                                                |
|  | Termitidae                                                     |
|  |                                                                |
|  | Rhinotermitidae                                                |
|  |                                                                |

|  | Termitidae      |
|  |                 |
|  | Rhinotermitidae |
|  |                 |

|  | Termopsidae    |
|  |                |
|  | Hodotermitidae |
|  |                |

|  | \| \| Termitidae \| \| \| \| \| \| Rhinotermitidae \| \| \| \| |
|  |                                                                |
|  | Kalotermitidae                                                 |
|  |                                                                |
|  | Termitidae                                                     |
|  |                                                                |
|  | Rhinotermitidae                                                |
|  |                                                                |

|  | Termitidae      |
|  |                 |
|  | Rhinotermitidae |
|  |                 |

|  | Termopsidae    |
|  |                |
|  | Hodotermitidae |
|  |                |

|  | \| \| Termitidae \| \| \| \| \| \| Rhinotermitidae \| \| \| \| |
|  |                                                                |
|  | Kalotermitidae                                                 |
|  |                                                                |
|  | Termitidae                                                     |
|  |                                                                |
|  | Rhinotermitidae                                                |
|  |                                                                |

|  | Termitidae      |
|  |                 |
|  | Rhinotermitidae |
|  |                 |

|  | Termopsidae    |
|  |                |
|  | Hodotermitidae |
|  |                |

|  | \| \| Termitidae \| \| \| \| \| \| Rhinotermitidae \| \| \| \| |
|  |                                                                |
|  | Kalotermitidae                                                 |
|  |                                                                |
|  | Termitidae                                                     |
|  |                                                                |
|  | Rhinotermitidae                                                |
|  |                                                                |

|  | Termitidae      |
|  |                 |
|  | Rhinotermitidae |
|  |                 |

|  | Termopsidae    |
|  |                |
|  | Hodotermitidae |
|  |                |

|  | \| \| Termitidae \| \| \| \| \| \| Rhinotermitidae \| \| \| \| |
|  |                                                                |
|  | Kalotermitidae                                                 |
|  |                                                                |
|  | Termitidae                                                     |
|  |                                                                |
|  | Rhinotermitidae                                                |
|  |                                                                |

|  | Termitidae      |
|  |                 |
|  | Rhinotermitidae |
|  |                 |

|  | Termopsidae    |
|  |                |
|  | Hodotermitidae |
|  |                |

|  | \| \| Termitidae \| \| \| \| \| \| Rhinotermitidae \| \| \| \| |
|  |                                                                |
|  | Kalotermitidae                                                 |
|  |                                                                |
|  | Termitidae                                                     |
|  |                                                                |
|  | Rhinotermitidae                                                |
|  |                                                                |

|  | Termitidae      |
|  |                 |
|  | Rhinotermitidae |
|  |                 |

|  | Termopsidae    |
|  |                |
|  | Hodotermitidae |
|  |                |

|  | \| \| Termitidae \| \| \| \| \| \| Rhinotermitidae \| \| \| \| |
|  |                                                                |
|  | Kalotermitidae                                                 |
|  |                                                                |
|  | Termitidae                                                     |
|  |                                                                |
|  | Rhinotermitidae                                                |
|  |                                                                |

|  | Termitidae      |
|  |                 |
|  | Rhinotermitidae |
|  |                 |

|  | Termopsidae    |
|  |                |
|  | Hodotermitidae |
|  |                |

|  | \| \| Termitidae \| \| \| \| \| \| Rhinotermitidae \| \| \| \| |
|  |                                                                |
|  | Kalotermitidae                                                 |
|  |                                                                |
|  | Termitidae                                                     |
|  |                                                                |
|  | Rhinotermitidae                                                |
|  |                                                                |

|  | Termitidae      |
|  |                 |
|  | Rhinotermitidae |
|  |                 |

|  | Termopsidae    |
|  |                |
|  | Hodotermitidae |
|  |                |

|  | \| \| Termitidae \| \| \| \| \| \| Rhinotermitidae \| \| \| \| |
|  |                                                                |
|  | Kalotermitidae                                                 |
|  |                                                                |
|  | Termitidae                                                     |
|  |                                                                |
|  | Rhinotermitidae                                                |
|  |                                                                |

|  | Termitidae      |
|  |                 |
|  | Rhinotermitidae |
|  |                 |

|  | Termopsidae    |
|  |                |
|  | Hodotermitidae |
|  |                |

|  | \| \| Blaberidae \| \| \| \| \| \| Blattellidae \| \| \| \| |
|  |                                                             |
|  | Ectobiidae                                                  |
|  |                                                             |
|  | Blaberidae                                                  |
|  |                                                             |
|  | Blattellidae                                                |
|  |                                                             |

|  | Blaberidae   |
|  |              |
|  | Blattellidae |
|  |              |

|  | \| \| Termitidae \| \| \| \| \| \| Rhinotermitidae \| \| \| \| |
|  |                                                                |
|  | Kalotermitidae                                                 |
|  |                                                                |
|  | Termitidae                                                     |
|  |                                                                |
|  | Rhinotermitidae                                                |
|  |                                                                |

|  | Termitidae      |
|  |                 |
|  | Rhinotermitidae |
|  |                 |

|  | Termopsidae    |
|  |                |
|  | Hodotermitidae |
|  |                |

|  | \| \| Termitidae \| \| \| \| \| \| Rhinotermitidae \| \| \| \| |
|  |                                                                |
|  | Kalotermitidae                                                 |
|  |                                                                |
|  | Termitidae                                                     |
|  |                                                                |
|  | Rhinotermitidae                                                |
|  |                                                                |

|  | Termitidae      |
|  |                 |
|  | Rhinotermitidae |
|  |                 |

|  | Termopsidae    |
|  |                |
|  | Hodotermitidae |
|  |                |

|  | \| \| Termitidae \| \| \| \| \| \| Rhinotermitidae \| \| \| \| |
|  |                                                                |
|  | Kalotermitidae                                                 |
|  |                                                                |
|  | Termitidae                                                     |
|  |                                                                |
|  | Rhinotermitidae                                                |
|  |                                                                |

|  | Termitidae      |
|  |                 |
|  | Rhinotermitidae |
|  |                 |

|  | Termopsidae    |
|  |                |
|  | Hodotermitidae |
|  |                |

|  | \| \| Termitidae \| \| \| \| \| \| Rhinotermitidae \| \| \| \| |
|  |                                                                |
|  | Kalotermitidae                                                 |
|  |                                                                |
|  | Termitidae                                                     |
|  |                                                                |
|  | Rhinotermitidae                                                |
|  |                                                                |

|  | Termitidae      |
|  |                 |
|  | Rhinotermitidae |
|  |                 |

|  | Termopsidae    |
|  |                |
|  | Hodotermitidae |
|  |                |

|  | \| \| Termitidae \| \| \| \| \| \| Rhinotermitidae \| \| \| \| |
|  |                                                                |
|  | Kalotermitidae                                                 |
|  |                                                                |
|  | Termitidae                                                     |
|  |                                                                |
|  | Rhinotermitidae                                                |
|  |                                                                |

|  | Termitidae      |
|  |                 |
|  | Rhinotermitidae |
|  |                 |

|  | Termopsidae    |
|  |                |
|  | Hodotermitidae |
|  |                |

|  | \| \| Termitidae \| \| \| \| \| \| Rhinotermitidae \| \| \| \| |
|  |                                                                |
|  | Kalotermitidae                                                 |
|  |                                                                |
|  | Termitidae                                                     |
|  |                                                                |
|  | Rhinotermitidae                                                |
|  |                                                                |

|  | Termitidae      |
|  |                 |
|  | Rhinotermitidae |
|  |                 |

|  | Termopsidae    |
|  |                |
|  | Hodotermitidae |
|  |                |

|  | \| \| Termitidae \| \| \| \| \| \| Rhinotermitidae \| \| \| \| |
|  |                                                                |
|  | Kalotermitidae                                                 |
|  |                                                                |
|  | Termitidae                                                     |
|  |                                                                |
|  | Rhinotermitidae                                                |
|  |                                                                |

|  | Termitidae      |
|  |                 |
|  | Rhinotermitidae |
|  |                 |

|  | Termopsidae    |
|  |                |
|  | Hodotermitidae |
|  |                |

|  | \| \| Termitidae \| \| \| \| \| \| Rhinotermitidae \| \| \| \| |
|  |                                                                |
|  | Kalotermitidae                                                 |
|  |                                                                |
|  | Termitidae                                                     |
|  |                                                                |
|  | Rhinotermitidae                                                |
|  |                                                                |

|  | Termitidae      |
|  |                 |
|  | Rhinotermitidae |
|  |                 |

|  | Termopsidae    |
|  |                |
|  | Hodotermitidae |
|  |                |

|  | \| \| Termitidae \| \| \| \| \| \| Rhinotermitidae \| \| \| \| |
|  |                                                                |
|  | Kalotermitidae                                                 |
|  |                                                                |
|  | Termitidae                                                     |
|  |                                                                |
|  | Rhinotermitidae                                                |
|  |                                                                |

|  | Termitidae      |
|  |                 |
|  | Rhinotermitidae |
|  |                 |

|  | Termopsidae    |
|  |                |
|  | Hodotermitidae |
|  |                |

|  | \| \| Termitidae \| \| \| \| \| \| Rhinotermitidae \| \| \| \| |
|  |                                                                |
|  | Kalotermitidae                                                 |
|  |                                                                |
|  | Termitidae                                                     |
|  |                                                                |
|  | Rhinotermitidae                                                |
|  |                                                                |

|  | Termitidae      |
|  |                 |
|  | Rhinotermitidae |
|  |                 |

|  | Termopsidae    |
|  |                |
|  | Hodotermitidae |
|  |                |

|  | \| \| Termitidae \| \| \| \| \| \| Rhinotermitidae \| \| \| \| |
|  |                                                                |
|  | Kalotermitidae                                                 |
|  |                                                                |
|  | Termitidae                                                     |
|  |                                                                |
|  | Rhinotermitidae                                                |
|  |                                                                |

|  | Termitidae      |
|  |                 |
|  | Rhinotermitidae |
|  |                 |

|  | Termopsidae    |
|  |                |
|  | Hodotermitidae |
|  |                |

|  | \| \| Termitidae \| \| \| \| \| \| Rhinotermitidae \| \| \| \| |
|  |                                                                |
|  | Kalotermitidae                                                 |
|  |                                                                |
|  | Termitidae                                                     |
|  |                                                                |
|  | Rhinotermitidae                                                |
|  |                                                                |

|  | Termitidae      |
|  |                 |
|  | Rhinotermitidae |
|  |                 |

|  | Termopsidae    |
|  |                |
|  | Hodotermitidae |
|  |                |

|  | \| \| Termitidae \| \| \| \| \| \| Rhinotermitidae \| \| \| \| |
|  |                                                                |
|  | Kalotermitidae                                                 |
|  |                                                                |
|  | Termitidae                                                     |
|  |                                                                |
|  | Rhinotermitidae                                                |
|  |                                                                |

|  | Termitidae      |
|  |                 |
|  | Rhinotermitidae |
|  |                 |

|  | Termopsidae    |
|  |                |
|  | Hodotermitidae |
|  |                |

|  | \| \| Termitidae \| \| \| \| \| \| Rhinotermitidae \| \| \| \| |
|  |                                                                |
|  | Kalotermitidae                                                 |
|  |                                                                |
|  | Termitidae                                                     |
|  |                                                                |
|  | Rhinotermitidae                                                |
|  |                                                                |

|  | Termitidae      |
|  |                 |
|  | Rhinotermitidae |
|  |                 |

|  | Termopsidae    |
|  |                |
|  | Hodotermitidae |
|  |                |

|  | \| \| Termitidae \| \| \| \| \| \| Rhinotermitidae \| \| \| \| |
|  |                                                                |
|  | Kalotermitidae                                                 |
|  |                                                                |
|  | Termitidae                                                     |
|  |                                                                |
|  | Rhinotermitidae                                                |
|  |                                                                |

|  | Termitidae      |
|  |                 |
|  | Rhinotermitidae |
|  |                 |

|  | Termopsidae    |
|  |                |
|  | Hodotermitidae |
|  |                |

|  | \| \| Termitidae \| \| \| \| \| \| Rhinotermitidae \| \| \| \| |
|  |                                                                |
|  | Kalotermitidae                                                 |
|  |                                                                |
|  | Termitidae                                                     |
|  |                                                                |
|  | Rhinotermitidae                                                |
|  |                                                                |

|  | Termitidae      |
|  |                 |
|  | Rhinotermitidae |
|  |                 |

|  | Termopsidae    |
|  |                |
|  | Hodotermitidae |
|  |                |

|  | \| \| Blaberidae \| \| \| \| \| \| Blattellidae \| \| \| \| |
|  |                                                             |
|  | Ectobiidae                                                  |
|  |                                                             |
|  | Blaberidae                                                  |
|  |                                                             |
|  | Blattellidae                                                |
|  |                                                             |

|  | Blaberidae   |
|  |              |
|  | Blattellidae |
|  |              |

|  | Polyphagidae |
|  |              |
|  | Nocticolidae |
|  |              |

|  | Manipulatoridae (extinto)                                          |
|  |                                                                    |
|  | \| \| Alienoptera (extinto) \| \| \| \| \| \| Mantodea \| \| \| \| |
|  |                                                                    |
|  | Alienoptera (extinto)                                              |
|  |                                                                    |
|  | Mantodea                                                           |
|  |                                                                    |

|  | Alienoptera (extinto) |
|  |                       |
|  | Mantodea              |
|  |                       |

|  | \| \| Termitidae \| \| \| \| \| \| Rhinotermitidae \| \| \| \| |
|  |                                                                |
|  | Kalotermitidae                                                 |
|  |                                                                |
|  | Termitidae                                                     |
|  |                                                                |
|  | Rhinotermitidae                                                |
|  |                                                                |

|  | Termitidae      |
|  |                 |
|  | Rhinotermitidae |
|  |                 |

|  | Termopsidae    |
|  |                |
|  | Hodotermitidae |
|  |                |

|  | \| \| Termitidae \| \| \| \| \| \| Rhinotermitidae \| \| \| \| |
|  |                                                                |
|  | Kalotermitidae                                                 |
|  |                                                                |
|  | Termitidae                                                     |
|  |                                                                |
|  | Rhinotermitidae                                                |
|  |                                                                |

|  | Termitidae      |
|  |                 |
|  | Rhinotermitidae |
|  |                 |

|  | Termopsidae    |
|  |                |
|  | Hodotermitidae |
|  |                |

|  | \| \| Termitidae \| \| \| \| \| \| Rhinotermitidae \| \| \| \| |
|  |                                                                |
|  | Kalotermitidae                                                 |
|  |                                                                |
|  | Termitidae                                                     |
|  |                                                                |
|  | Rhinotermitidae                                                |
|  |                                                                |

|  | Termitidae      |
|  |                 |
|  | Rhinotermitidae |
|  |                 |

|  | Termopsidae    |
|  |                |
|  | Hodotermitidae |
|  |                |

|  | \| \| Termitidae \| \| \| \| \| \| Rhinotermitidae \| \| \| \| |
|  |                                                                |
|  | Kalotermitidae                                                 |
|  |                                                                |
|  | Termitidae                                                     |
|  |                                                                |
|  | Rhinotermitidae                                                |
|  |                                                                |

|  | Termitidae      |
|  |                 |
|  | Rhinotermitidae |
|  |                 |

|  | Termopsidae    |
|  |                |
|  | Hodotermitidae |
|  |                |

|  | \| \| Termitidae \| \| \| \| \| \| Rhinotermitidae \| \| \| \| |
|  |                                                                |
|  | Kalotermitidae                                                 |
|  |                                                                |
|  | Termitidae                                                     |
|  |                                                                |
|  | Rhinotermitidae                                                |
|  |                                                                |

|  | Termitidae      |
|  |                 |
|  | Rhinotermitidae |
|  |                 |

|  | Termopsidae    |
|  |                |
|  | Hodotermitidae |
|  |                |

|  | \| \| Termitidae \| \| \| \| \| \| Rhinotermitidae \| \| \| \| |
|  |                                                                |
|  | Kalotermitidae                                                 |
|  |                                                                |
|  | Termitidae                                                     |
|  |                                                                |
|  | Rhinotermitidae                                                |
|  |                                                                |

|  | Termitidae      |
|  |                 |
|  | Rhinotermitidae |
|  |                 |

|  | Termopsidae    |
|  |                |
|  | Hodotermitidae |
|  |                |

|  | \| \| Termitidae \| \| \| \| \| \| Rhinotermitidae \| \| \| \| |
|  |                                                                |
|  | Kalotermitidae                                                 |
|  |                                                                |
|  | Termitidae                                                     |
|  |                                                                |
|  | Rhinotermitidae                                                |
|  |                                                                |

|  | Termitidae      |
|  |                 |
|  | Rhinotermitidae |
|  |                 |

|  | Termopsidae    |
|  |                |
|  | Hodotermitidae |
|  |                |

|  | \| \| Termitidae \| \| \| \| \| \| Rhinotermitidae \| \| \| \| |
|  |                                                                |
|  | Kalotermitidae                                                 |
|  |                                                                |
|  | Termitidae                                                     |
|  |                                                                |
|  | Rhinotermitidae                                                |
|  |                                                                |

|  | Termitidae      |
|  |                 |
|  | Rhinotermitidae |
|  |                 |

|  | Termopsidae    |
|  |                |
|  | Hodotermitidae |
|  |                |

|  | \| \| Termitidae \| \| \| \| \| \| Rhinotermitidae \| \| \| \| |
|  |                                                                |
|  | Kalotermitidae                                                 |
|  |                                                                |
|  | Termitidae                                                     |
|  |                                                                |
|  | Rhinotermitidae                                                |
|  |                                                                |

|  | Termitidae      |
|  |                 |
|  | Rhinotermitidae |
|  |                 |

|  | Termopsidae    |
|  |                |
|  | Hodotermitidae |
|  |                |

|  | \| \| Termitidae \| \| \| \| \| \| Rhinotermitidae \| \| \| \| |
|  |                                                                |
|  | Kalotermitidae                                                 |
|  |                                                                |
|  | Termitidae                                                     |
|  |                                                                |
|  | Rhinotermitidae                                                |
|  |                                                                |

|  | Termitidae      |
|  |                 |
|  | Rhinotermitidae |
|  |                 |

|  | Termopsidae    |
|  |                |
|  | Hodotermitidae |
|  |                |

|  | \| \| Termitidae \| \| \| \| \| \| Rhinotermitidae \| \| \| \| |
|  |                                                                |
|  | Kalotermitidae                                                 |
|  |                                                                |
|  | Termitidae                                                     |
|  |                                                                |
|  | Rhinotermitidae                                                |
|  |                                                                |

|  | Termitidae      |
|  |                 |
|  | Rhinotermitidae |
|  |                 |

|  | Termopsidae    |
|  |                |
|  | Hodotermitidae |
|  |                |

|  | \| \| Termitidae \| \| \| \| \| \| Rhinotermitidae \| \| \| \| |
|  |                                                                |
|  | Kalotermitidae                                                 |
|  |                                                                |
|  | Termitidae                                                     |
|  |                                                                |
|  | Rhinotermitidae                                                |
|  |                                                                |

|  | Termitidae      |
|  |                 |
|  | Rhinotermitidae |
|  |                 |

|  | Termopsidae    |
|  |                |
|  | Hodotermitidae |
|  |                |

|  | \| \| Termitidae \| \| \| \| \| \| Rhinotermitidae \| \| \| \| |
|  |                                                                |
|  | Kalotermitidae                                                 |
|  |                                                                |
|  | Termitidae                                                     |
|  |                                                                |
|  | Rhinotermitidae                                                |
|  |                                                                |

|  | Termitidae      |
|  |                 |
|  | Rhinotermitidae |
|  |                 |

|  | Termopsidae    |
|  |                |
|  | Hodotermitidae |
|  |                |

|  | \| \| Termitidae \| \| \| \| \| \| Rhinotermitidae \| \| \| \| |
|  |                                                                |
|  | Kalotermitidae                                                 |
|  |                                                                |
|  | Termitidae                                                     |
|  |                                                                |
|  | Rhinotermitidae                                                |
|  |                                                                |

|  | Termitidae      |
|  |                 |
|  | Rhinotermitidae |
|  |                 |

|  | Termopsidae    |
|  |                |
|  | Hodotermitidae |
|  |                |

|  | \| \| Termitidae \| \| \| \| \| \| Rhinotermitidae \| \| \| \| |
|  |                                                                |
|  | Kalotermitidae                                                 |
|  |                                                                |
|  | Termitidae                                                     |
|  |                                                                |
|  | Rhinotermitidae                                                |
|  |                                                                |

|  | Termitidae      |
|  |                 |
|  | Rhinotermitidae |
|  |                 |

|  | Termopsidae    |
|  |                |
|  | Hodotermitidae |
|  |                |

|  | \| \| Termitidae \| \| \| \| \| \| Rhinotermitidae \| \| \| \| |
|  |                                                                |
|  | Kalotermitidae                                                 |
|  |                                                                |
|  | Termitidae                                                     |
|  |                                                                |
|  | Rhinotermitidae                                                |
|  |                                                                |

|  | Termitidae      |
|  |                 |
|  | Rhinotermitidae |
|  |                 |

|  | Termopsidae    |
|  |                |
|  | Hodotermitidae |
|  |                |

|  | \| \| Blaberidae \| \| \| \| \| \| Blattellidae \| \| \| \| |
|  |                                                             |
|  | Ectobiidae                                                  |
|  |                                                             |
|  | Blaberidae                                                  |
|  |                                                             |
|  | Blattellidae                                                |
|  |                                                             |

|  | Blaberidae   |
|  |              |
|  | Blattellidae |
|  |              |

|  | \| \| Termitidae \| \| \| \| \| \| Rhinotermitidae \| \| \| \| |
|  |                                                                |
|  | Kalotermitidae                                                 |
|  |                                                                |
|  | Termitidae                                                     |
|  |                                                                |
|  | Rhinotermitidae                                                |
|  |                                                                |

|  | Termitidae      |
|  |                 |
|  | Rhinotermitidae |
|  |                 |

|  | Termopsidae    |
|  |                |
|  | Hodotermitidae |
|  |                |

|  | \| \| Termitidae \| \| \| \| \| \| Rhinotermitidae \| \| \| \| |
|  |                                                                |
|  | Kalotermitidae                                                 |
|  |                                                                |
|  | Termitidae                                                     |
|  |                                                                |
|  | Rhinotermitidae                                                |
|  |                                                                |

|  | Termitidae      |
|  |                 |
|  | Rhinotermitidae |
|  |                 |

|  | Termopsidae    |
|  |                |
|  | Hodotermitidae |
|  |                |

|  | \| \| Termitidae \| \| \| \| \| \| Rhinotermitidae \| \| \| \| |
|  |                                                                |
|  | Kalotermitidae                                                 |
|  |                                                                |
|  | Termitidae                                                     |
|  |                                                                |
|  | Rhinotermitidae                                                |
|  |                                                                |

|  | Termitidae      |
|  |                 |
|  | Rhinotermitidae |
|  |                 |

|  | Termopsidae    |
|  |                |
|  | Hodotermitidae |
|  |                |

|  | \| \| Termitidae \| \| \| \| \| \| Rhinotermitidae \| \| \| \| |
|  |                                                                |
|  | Kalotermitidae                                                 |
|  |                                                                |
|  | Termitidae                                                     |
|  |                                                                |
|  | Rhinotermitidae                                                |
|  |                                                                |

|  | Termitidae      |
|  |                 |
|  | Rhinotermitidae |
|  |                 |

|  | Termopsidae    |
|  |                |
|  | Hodotermitidae |
|  |                |

|  | \| \| Termitidae \| \| \| \| \| \| Rhinotermitidae \| \| \| \| |
|  |                                                                |
|  | Kalotermitidae                                                 |
|  |                                                                |
|  | Termitidae                                                     |
|  |                                                                |
|  | Rhinotermitidae                                                |
|  |                                                                |

|  | Termitidae      |
|  |                 |
|  | Rhinotermitidae |
|  |                 |

|  | Termopsidae    |
|  |                |
|  | Hodotermitidae |
|  |                |

|  | \| \| Termitidae \| \| \| \| \| \| Rhinotermitidae \| \| \| \| |
|  |                                                                |
|  | Kalotermitidae                                                 |
|  |                                                                |
|  | Termitidae                                                     |
|  |                                                                |
|  | Rhinotermitidae                                                |
|  |                                                                |

|  | Termitidae      |
|  |                 |
|  | Rhinotermitidae |
|  |                 |

|  | Termopsidae    |
|  |                |
|  | Hodotermitidae |
|  |                |

|  | \| \| Termitidae \| \| \| \| \| \| Rhinotermitidae \| \| \| \| |
|  |                                                                |
|  | Kalotermitidae                                                 |
|  |                                                                |
|  | Termitidae                                                     |
|  |                                                                |
|  | Rhinotermitidae                                                |
|  |                                                                |

|  | Termitidae      |
|  |                 |
|  | Rhinotermitidae |
|  |                 |

|  | Termopsidae    |
|  |                |
|  | Hodotermitidae |
|  |                |

|  | \| \| Termitidae \| \| \| \| \| \| Rhinotermitidae \| \| \| \| |
|  |                                                                |
|  | Kalotermitidae                                                 |
|  |                                                                |
|  | Termitidae                                                     |
|  |                                                                |
|  | Rhinotermitidae                                                |
|  |                                                                |

|  | Termitidae      |
|  |                 |
|  | Rhinotermitidae |
|  |                 |

|  | Termopsidae    |
|  |                |
|  | Hodotermitidae |
|  |                |

|  | \| \| Termitidae \| \| \| \| \| \| Rhinotermitidae \| \| \| \| |
|  |                                                                |
|  | Kalotermitidae                                                 |
|  |                                                                |
|  | Termitidae                                                     |
|  |                                                                |
|  | Rhinotermitidae                                                |
|  |                                                                |

|  | Termitidae      |
|  |                 |
|  | Rhinotermitidae |
|  |                 |

|  | Termopsidae    |
|  |                |
|  | Hodotermitidae |
|  |                |

|  | \| \| Termitidae \| \| \| \| \| \| Rhinotermitidae \| \| \| \| |
|  |                                                                |
|  | Kalotermitidae                                                 |
|  |                                                                |
|  | Termitidae                                                     |
|  |                                                                |
|  | Rhinotermitidae                                                |
|  |                                                                |

|  | Termitidae      |
|  |                 |
|  | Rhinotermitidae |
|  |                 |

|  | Termopsidae    |
|  |                |
|  | Hodotermitidae |
|  |                |

|  | \| \| Termitidae \| \| \| \| \| \| Rhinotermitidae \| \| \| \| |
|  |                                                                |
|  | Kalotermitidae                                                 |
|  |                                                                |
|  | Termitidae                                                     |
|  |                                                                |
|  | Rhinotermitidae                                                |
|  |                                                                |

|  | Termitidae      |
|  |                 |
|  | Rhinotermitidae |
|  |                 |

|  | Termopsidae    |
|  |                |
|  | Hodotermitidae |
|  |                |

|  | \| \| Termitidae \| \| \| \| \| \| Rhinotermitidae \| \| \| \| |
|  |                                                                |
|  | Kalotermitidae                                                 |
|  |                                                                |
|  | Termitidae                                                     |
|  |                                                                |
|  | Rhinotermitidae                                                |
|  |                                                                |

|  | Termitidae      |
|  |                 |
|  | Rhinotermitidae |
|  |                 |

|  | Termopsidae    |
|  |                |
|  | Hodotermitidae |
|  |                |

|  | \| \| Termitidae \| \| \| \| \| \| Rhinotermitidae \| \| \| \| |
|  |                                                                |
|  | Kalotermitidae                                                 |
|  |                                                                |
|  | Termitidae                                                     |
|  |                                                                |
|  | Rhinotermitidae                                                |
|  |                                                                |

|  | Termitidae      |
|  |                 |
|  | Rhinotermitidae |
|  |                 |

|  | Termopsidae    |
|  |                |
|  | Hodotermitidae |
|  |                |

|  | \| \| Termitidae \| \| \| \| \| \| Rhinotermitidae \| \| \| \| |
|  |                                                                |
|  | Kalotermitidae                                                 |
|  |                                                                |
|  | Termitidae                                                     |
|  |                                                                |
|  | Rhinotermitidae                                                |
|  |                                                                |

|  | Termitidae      |
|  |                 |
|  | Rhinotermitidae |
|  |                 |

|  | Termopsidae    |
|  |                |
|  | Hodotermitidae |
|  |                |

|  | \| \| Termitidae \| \| \| \| \| \| Rhinotermitidae \| \| \| \| |
|  |                                                                |
|  | Kalotermitidae                                                 |
|  |                                                                |
|  | Termitidae                                                     |
|  |                                                                |
|  | Rhinotermitidae                                                |
|  |                                                                |

|  | Termitidae      |
|  |                 |
|  | Rhinotermitidae |
|  |                 |

|  | Termopsidae    |
|  |                |
|  | Hodotermitidae |
|  |                |

|  | \| \| Termitidae \| \| \| \| \| \| Rhinotermitidae \| \| \| \| |
|  |                                                                |
|  | Kalotermitidae                                                 |
|  |                                                                |
|  | Termitidae                                                     |
|  |                                                                |
|  | Rhinotermitidae                                                |
|  |                                                                |

|  | Termitidae      |
|  |                 |
|  | Rhinotermitidae |
|  |                 |

|  | Termopsidae    |
|  |                |
|  | Hodotermitidae |
|  |                |

|  | \| \| Blaberidae \| \| \| \| \| \| Blattellidae \| \| \| \| |
|  |                                                             |
|  | Ectobiidae                                                  |
|  |                                                             |
|  | Blaberidae                                                  |
|  |                                                             |
|  | Blattellidae                                                |
|  |                                                             |

|  | Blaberidae   |
|  |              |
|  | Blattellidae |
|  |              |

|  | Polyphagidae |
|  |              |
|  | Nocticolidae |
|  |              |

|  | \| \| Termitidae \| \| \| \| \| \| Rhinotermitidae \| \| \| \| |
|  |                                                                |
|  | Kalotermitidae                                                 |
|  |                                                                |
|  | Termitidae                                                     |
|  |                                                                |
|  | Rhinotermitidae                                                |
|  |                                                                |

|  | Termitidae      |
|  |                 |
|  | Rhinotermitidae |
|  |                 |

|  | Termopsidae    |
|  |                |
|  | Hodotermitidae |
|  |                |

|  | \| \| Termitidae \| \| \| \| \| \| Rhinotermitidae \| \| \| \| |
|  |                                                                |
|  | Kalotermitidae                                                 |
|  |                                                                |
|  | Termitidae                                                     |
|  |                                                                |
|  | Rhinotermitidae                                                |
|  |                                                                |

|  | Termitidae      |
|  |                 |
|  | Rhinotermitidae |
|  |                 |

|  | Termopsidae    |
|  |                |
|  | Hodotermitidae |
|  |                |

|  | \| \| Termitidae \| \| \| \| \| \| Rhinotermitidae \| \| \| \| |
|  |                                                                |
|  | Kalotermitidae                                                 |
|  |                                                                |
|  | Termitidae                                                     |
|  |                                                                |
|  | Rhinotermitidae                                                |
|  |                                                                |

|  | Termitidae      |
|  |                 |
|  | Rhinotermitidae |
|  |                 |

|  | Termopsidae    |
|  |                |
|  | Hodotermitidae |
|  |                |

|  | \| \| Termitidae \| \| \| \| \| \| Rhinotermitidae \| \| \| \| |
|  |                                                                |
|  | Kalotermitidae                                                 |
|  |                                                                |
|  | Termitidae                                                     |
|  |                                                                |
|  | Rhinotermitidae                                                |
|  |                                                                |

|  | Termitidae      |
|  |                 |
|  | Rhinotermitidae |
|  |                 |

|  | Termopsidae    |
|  |                |
|  | Hodotermitidae |
|  |                |

|  | \| \| Termitidae \| \| \| \| \| \| Rhinotermitidae \| \| \| \| |
|  |                                                                |
|  | Kalotermitidae                                                 |
|  |                                                                |
|  | Termitidae                                                     |
|  |                                                                |
|  | Rhinotermitidae                                                |
|  |                                                                |

|  | Termitidae      |
|  |                 |
|  | Rhinotermitidae |
|  |                 |

|  | Termopsidae    |
|  |                |
|  | Hodotermitidae |
|  |                |

|  | \| \| Termitidae \| \| \| \| \| \| Rhinotermitidae \| \| \| \| |
|  |                                                                |
|  | Kalotermitidae                                                 |
|  |                                                                |
|  | Termitidae                                                     |
|  |                                                                |
|  | Rhinotermitidae                                                |
|  |                                                                |

|  | Termitidae      |
|  |                 |
|  | Rhinotermitidae |
|  |                 |

|  | Termopsidae    |
|  |                |
|  | Hodotermitidae |
|  |                |

|  | \| \| Termitidae \| \| \| \| \| \| Rhinotermitidae \| \| \| \| |
|  |                                                                |
|  | Kalotermitidae                                                 |
|  |                                                                |
|  | Termitidae                                                     |
|  |                                                                |
|  | Rhinotermitidae                                                |
|  |                                                                |

|  | Termitidae      |
|  |                 |
|  | Rhinotermitidae |
|  |                 |

|  | Termopsidae    |
|  |                |
|  | Hodotermitidae |
|  |                |

|  | \| \| Termitidae \| \| \| \| \| \| Rhinotermitidae \| \| \| \| |
|  |                                                                |
|  | Kalotermitidae                                                 |
|  |                                                                |
|  | Termitidae                                                     |
|  |                                                                |
|  | Rhinotermitidae                                                |
|  |                                                                |

|  | Termitidae      |
|  |                 |
|  | Rhinotermitidae |
|  |                 |

|  | Termopsidae    |
|  |                |
|  | Hodotermitidae |
|  |                |

|  | \| \| Termitidae \| \| \| \| \| \| Rhinotermitidae \| \| \| \| |
|  |                                                                |
|  | Kalotermitidae                                                 |
|  |                                                                |
|  | Termitidae                                                     |
|  |                                                                |
|  | Rhinotermitidae                                                |
|  |                                                                |

|  | Termitidae      |
|  |                 |
|  | Rhinotermitidae |
|  |                 |

|  | Termopsidae    |
|  |                |
|  | Hodotermitidae |
|  |                |

|  | \| \| Termitidae \| \| \| \| \| \| Rhinotermitidae \| \| \| \| |
|  |                                                                |
|  | Kalotermitidae                                                 |
|  |                                                                |
|  | Termitidae                                                     |
|  |                                                                |
|  | Rhinotermitidae                                                |
|  |                                                                |

|  | Termitidae      |
|  |                 |
|  | Rhinotermitidae |
|  |                 |

|  | Termopsidae    |
|  |                |
|  | Hodotermitidae |
|  |                |

|  | \| \| Termitidae \| \| \| \| \| \| Rhinotermitidae \| \| \| \| |
|  |                                                                |
|  | Kalotermitidae                                                 |
|  |                                                                |
|  | Termitidae                                                     |
|  |                                                                |
|  | Rhinotermitidae                                                |
|  |                                                                |

|  | Termitidae      |
|  |                 |
|  | Rhinotermitidae |
|  |                 |

|  | Termopsidae    |
|  |                |
|  | Hodotermitidae |
|  |                |

|  | \| \| Termitidae \| \| \| \| \| \| Rhinotermitidae \| \| \| \| |
|  |                                                                |
|  | Kalotermitidae                                                 |
|  |                                                                |
|  | Termitidae                                                     |
|  |                                                                |
|  | Rhinotermitidae                                                |
|  |                                                                |

|  | Termitidae      |
|  |                 |
|  | Rhinotermitidae |
|  |                 |

|  | Termopsidae    |
|  |                |
|  | Hodotermitidae |
|  |                |

|  | \| \| Termitidae \| \| \| \| \| \| Rhinotermitidae \| \| \| \| |
|  |                                                                |
|  | Kalotermitidae                                                 |
|  |                                                                |
|  | Termitidae                                                     |
|  |                                                                |
|  | Rhinotermitidae                                                |
|  |                                                                |

|  | Termitidae      |
|  |                 |
|  | Rhinotermitidae |
|  |                 |

|  | Termopsidae    |
|  |                |
|  | Hodotermitidae |
|  |                |

|  | \| \| Termitidae \| \| \| \| \| \| Rhinotermitidae \| \| \| \| |
|  |                                                                |
|  | Kalotermitidae                                                 |
|  |                                                                |
|  | Termitidae                                                     |
|  |                                                                |
|  | Rhinotermitidae                                                |
|  |                                                                |

|  | Termitidae      |
|  |                 |
|  | Rhinotermitidae |
|  |                 |

|  | Termopsidae    |
|  |                |
|  | Hodotermitidae |
|  |                |

|  | \| \| Termitidae \| \| \| \| \| \| Rhinotermitidae \| \| \| \| |
|  |                                                                |
|  | Kalotermitidae                                                 |
|  |                                                                |
|  | Termitidae                                                     |
|  |                                                                |
|  | Rhinotermitidae                                                |
|  |                                                                |

|  | Termitidae      |
|  |                 |
|  | Rhinotermitidae |
|  |                 |

|  | Termopsidae    |
|  |                |
|  | Hodotermitidae |
|  |                |

|  | \| \| Termitidae \| \| \| \| \| \| Rhinotermitidae \| \| \| \| |
|  |                                                                |
|  | Kalotermitidae                                                 |
|  |                                                                |
|  | Termitidae                                                     |
|  |                                                                |
|  | Rhinotermitidae                                                |
|  |                                                                |

|  | Termitidae      |
|  |                 |
|  | Rhinotermitidae |
|  |                 |

|  | Termopsidae    |
|  |                |
|  | Hodotermitidae |
|  |                |

|  | \| \| Blaberidae \| \| \| \| \| \| Blattellidae \| \| \| \| |
|  |                                                             |
|  | Ectobiidae                                                  |
|  |                                                             |
|  | Blaberidae                                                  |
|  |                                                             |
|  | Blattellidae                                                |
|  |                                                             |

|  | Blaberidae   |
|  |              |
|  | Blattellidae |
|  |              |

|  | \| \| Termitidae \| \| \| \| \| \| Rhinotermitidae \| \| \| \| |
|  |                                                                |
|  | Kalotermitidae                                                 |
|  |                                                                |
|  | Termitidae                                                     |
|  |                                                                |
|  | Rhinotermitidae                                                |
|  |                                                                |

|  | Termitidae      |
|  |                 |
|  | Rhinotermitidae |
|  |                 |

|  | Termopsidae    |
|  |                |
|  | Hodotermitidae |
|  |                |

|  | \| \| Termitidae \| \| \| \| \| \| Rhinotermitidae \| \| \| \| |
|  |                                                                |
|  | Kalotermitidae                                                 |
|  |                                                                |
|  | Termitidae                                                     |
|  |                                                                |
|  | Rhinotermitidae                                                |
|  |                                                                |

|  | Termitidae      |
|  |                 |
|  | Rhinotermitidae |
|  |                 |

|  | Termopsidae    |
|  |                |
|  | Hodotermitidae |
|  |                |

|  | \| \| Termitidae \| \| \| \| \| \| Rhinotermitidae \| \| \| \| |
|  |                                                                |
|  | Kalotermitidae                                                 |
|  |                                                                |
|  | Termitidae                                                     |
|  |                                                                |
|  | Rhinotermitidae                                                |
|  |                                                                |

|  | Termitidae      |
|  |                 |
|  | Rhinotermitidae |
|  |                 |

|  | Termopsidae    |
|  |                |
|  | Hodotermitidae |
|  |                |

|  | \| \| Termitidae \| \| \| \| \| \| Rhinotermitidae \| \| \| \| |
|  |                                                                |
|  | Kalotermitidae                                                 |
|  |                                                                |
|  | Termitidae                                                     |
|  |                                                                |
|  | Rhinotermitidae                                                |
|  |                                                                |

|  | Termitidae      |
|  |                 |
|  | Rhinotermitidae |
|  |                 |

|  | Termopsidae    |
|  |                |
|  | Hodotermitidae |
|  |                |

|  | \| \| Termitidae \| \| \| \| \| \| Rhinotermitidae \| \| \| \| |
|  |                                                                |
|  | Kalotermitidae                                                 |
|  |                                                                |
|  | Termitidae                                                     |
|  |                                                                |
|  | Rhinotermitidae                                                |
|  |                                                                |

|  | Termitidae      |
|  |                 |
|  | Rhinotermitidae |
|  |                 |

|  | Termopsidae    |
|  |                |
|  | Hodotermitidae |
|  |                |

|  | \| \| Termitidae \| \| \| \| \| \| Rhinotermitidae \| \| \| \| |
|  |                                                                |
|  | Kalotermitidae                                                 |
|  |                                                                |
|  | Termitidae                                                     |
|  |                                                                |
|  | Rhinotermitidae                                                |
|  |                                                                |

|  | Termitidae      |
|  |                 |
|  | Rhinotermitidae |
|  |                 |

|  | Termopsidae    |
|  |                |
|  | Hodotermitidae |
|  |                |

|  | \| \| Termitidae \| \| \| \| \| \| Rhinotermitidae \| \| \| \| |
|  |                                                                |
|  | Kalotermitidae                                                 |
|  |                                                                |
|  | Termitidae                                                     |
|  |                                                                |
|  | Rhinotermitidae                                                |
|  |                                                                |

|  | Termitidae      |
|  |                 |
|  | Rhinotermitidae |
|  |                 |

|  | Termopsidae    |
|  |                |
|  | Hodotermitidae |
|  |                |

|  | \| \| Termitidae \| \| \| \| \| \| Rhinotermitidae \| \| \| \| |
|  |                                                                |
|  | Kalotermitidae                                                 |
|  |                                                                |
|  | Termitidae                                                     |
|  |                                                                |
|  | Rhinotermitidae                                                |
|  |                                                                |

|  | Termitidae      |
|  |                 |
|  | Rhinotermitidae |
|  |                 |

|  | Termopsidae    |
|  |                |
|  | Hodotermitidae |
|  |                |

|  | \| \| Termitidae \| \| \| \| \| \| Rhinotermitidae \| \| \| \| |
|  |                                                                |
|  | Kalotermitidae                                                 |
|  |                                                                |
|  | Termitidae                                                     |
|  |                                                                |
|  | Rhinotermitidae                                                |
|  |                                                                |

|  | Termitidae      |
|  |                 |
|  | Rhinotermitidae |
|  |                 |

|  | Termopsidae    |
|  |                |
|  | Hodotermitidae |
|  |                |

|  | \| \| Termitidae \| \| \| \| \| \| Rhinotermitidae \| \| \| \| |
|  |                                                                |
|  | Kalotermitidae                                                 |
|  |                                                                |
|  | Termitidae                                                     |
|  |                                                                |
|  | Rhinotermitidae                                                |
|  |                                                                |

|  | Termitidae      |
|  |                 |
|  | Rhinotermitidae |
|  |                 |

|  | Termopsidae    |
|  |                |
|  | Hodotermitidae |
|  |                |

|  | \| \| Termitidae \| \| \| \| \| \| Rhinotermitidae \| \| \| \| |
|  |                                                                |
|  | Kalotermitidae                                                 |
|  |                                                                |
|  | Termitidae                                                     |
|  |                                                                |
|  | Rhinotermitidae                                                |
|  |                                                                |

|  | Termitidae      |
|  |                 |
|  | Rhinotermitidae |
|  |                 |

|  | Termopsidae    |
|  |                |
|  | Hodotermitidae |
|  |                |

|  | \| \| Termitidae \| \| \| \| \| \| Rhinotermitidae \| \| \| \| |
|  |                                                                |
|  | Kalotermitidae                                                 |
|  |                                                                |
|  | Termitidae                                                     |
|  |                                                                |
|  | Rhinotermitidae                                                |
|  |                                                                |

|  | Termitidae      |
|  |                 |
|  | Rhinotermitidae |
|  |                 |

|  | Termopsidae    |
|  |                |
|  | Hodotermitidae |
|  |                |

|  | \| \| Termitidae \| \| \| \| \| \| Rhinotermitidae \| \| \| \| |
|  |                                                                |
|  | Kalotermitidae                                                 |
|  |                                                                |
|  | Termitidae                                                     |
|  |                                                                |
|  | Rhinotermitidae                                                |
|  |                                                                |

|  | Termitidae      |
|  |                 |
|  | Rhinotermitidae |
|  |                 |

|  | Termopsidae    |
|  |                |
|  | Hodotermitidae |
|  |                |

|  | \| \| Termitidae \| \| \| \| \| \| Rhinotermitidae \| \| \| \| |
|  |                                                                |
|  | Kalotermitidae                                                 |
|  |                                                                |
|  | Termitidae                                                     |
|  |                                                                |
|  | Rhinotermitidae                                                |
|  |                                                                |

|  | Termitidae      |
|  |                 |
|  | Rhinotermitidae |
|  |                 |

|  | Termopsidae    |
|  |                |
|  | Hodotermitidae |
|  |                |

|  | \| \| Termitidae \| \| \| \| \| \| Rhinotermitidae \| \| \| \| |
|  |                                                                |
|  | Kalotermitidae                                                 |
|  |                                                                |
|  | Termitidae                                                     |
|  |                                                                |
|  | Rhinotermitidae                                                |
|  |                                                                |

|  | Termitidae      |
|  |                 |
|  | Rhinotermitidae |
|  |                 |

|  | Termopsidae    |
|  |                |
|  | Hodotermitidae |
|  |                |

|  | \| \| Termitidae \| \| \| \| \| \| Rhinotermitidae \| \| \| \| |
|  |                                                                |
|  | Kalotermitidae                                                 |
|  |                                                                |
|  | Termitidae                                                     |
|  |                                                                |
|  | Rhinotermitidae                                                |
|  |                                                                |

|  | Termitidae      |
|  |                 |
|  | Rhinotermitidae |
|  |                 |

|  | Termopsidae    |
|  |                |
|  | Hodotermitidae |
|  |                |

|  | \| \| Blaberidae \| \| \| \| \| \| Blattellidae \| \| \| \| |
|  |                                                             |
|  | Ectobiidae                                                  |
|  |                                                             |
|  | Blaberidae                                                  |
|  |                                                             |
|  | Blattellidae                                                |
|  |                                                             |

|  | Blaberidae   |
|  |              |
|  | Blattellidae |
|  |              |

|  | Polyphagidae |
|  |              |
|  | Nocticolidae |
|  |              |

|  | Manipulatoridae (extinto)                                          |
|  |                                                                    |
|  | \| \| Alienoptera (extinto) \| \| \| \| \| \| Mantodea \| \| \| \| |
|  |                                                                    |
|  | Alienoptera (extinto)                                              |
|  |                                                                    |
|  | Mantodea                                                           |
|  |                                                                    |

|  | Alienoptera (extinto) |
|  |                       |
|  | Mantodea              |
|  |                       |

### Isoptera (termitas)

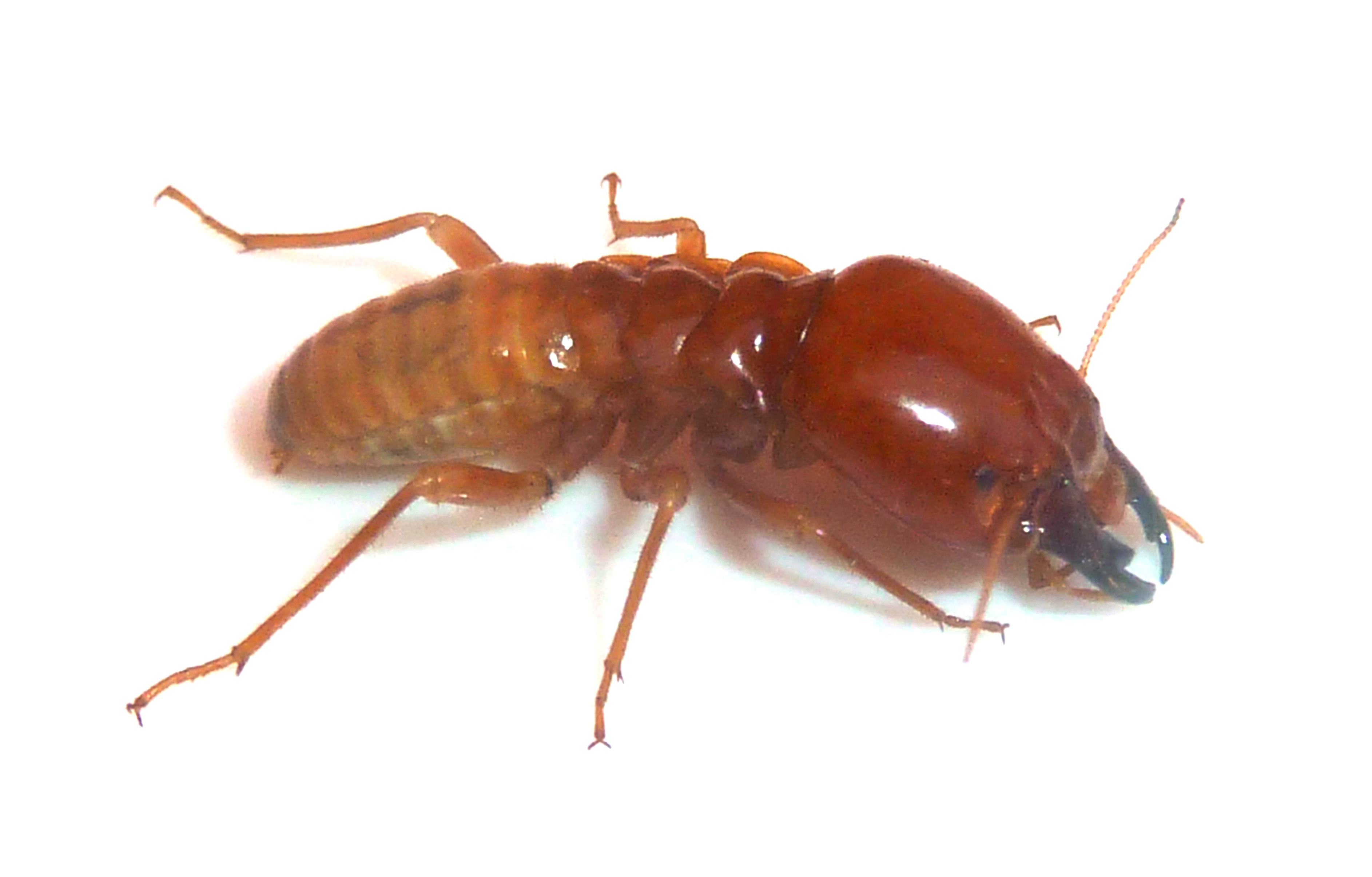
Las termitas son blatodeos que evolucionaron de cucarachas primitivas que vivieron durante el Carbonífero y Pérmico.

Anteriormente se clasificaban como un orden aparte debido a que no compartían similitudes morfológicas notables con las cucarachas, sino con los himenópteros (principalmente hormigas), así como la eusocialidad, pero fue resultado de la evolución convergente. Posteriormente, varios estudios filogenéticos concluyeron que las termitas evolucionaron de cucarachas primitivas que vivieron durante el Carbonífero y el Pérmico. Además las cucarachas del género Cryptocercus y la familia Blattidae están más estrechamente relacionadas con las termitas que con otras familias de cucarachas. Actualmente las clasificaciones taxonómicas modernas aceptan a Isoptera como un infraorden de Blattodea e incluso otras las rebajan aún más hasta una superfamilia Termitoidea. Existen alrededor de 3000 especies de termitas en alrededor de 300 géneros. Las termitas son insectos eusociales que viven en grandes colonias, son de color pálido y cuerpo blando. Las cucarachas, en cambio, no son sociales, aunque algunas tienden a agregarse en grupos y podrían considerarse presociales.

### Clasificación
- Orden Blattodea
  - Superfamilia/Suborden Blaberoidea
    - Familia Blaberidae
    - Familia Blattellidae
    - Familia Ectobiidae

  - Superfamilia/Suborden Corydioidea
    - Familia Nocticolidae
    - Familia Polyphagidae

  - Suborden Blattoidea
    - Género Cryptocercus
    - Familia Blattidae
    - Infraorden Isoptera
      - Familia Hodotermitidae
      - Familia Kalotermitidae
      - Familia Mastotermitidae
      - Familia Rhinotermitidae
      - Familia Serritermitidae
      - Familia Termitidae
      - Familia Termopsidae

#### Especies
Algunas especies de cucaracha son:
- Blaberus atropos
- Blaberus boliviensis
- Blaberus colosseus

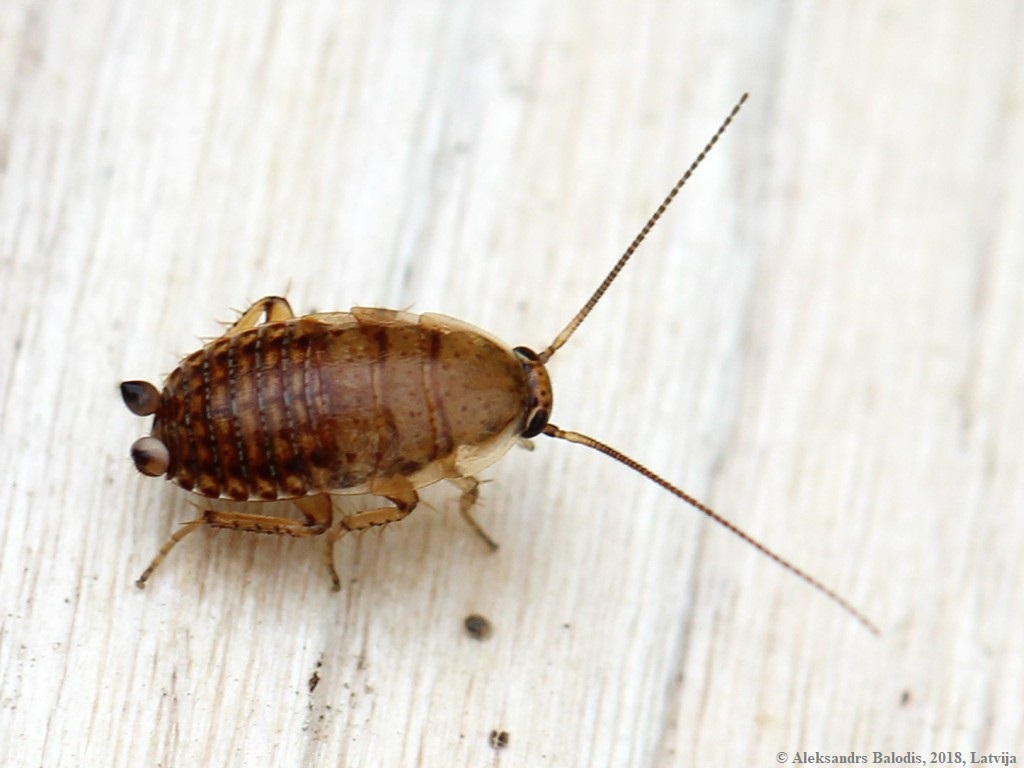
Ectobius lapponicus.

- Blaberus craniifer - cucaracha auténtica death's head
- Blaberus discoidalis - cucaracha "discoide" o falsa death's head
- Blaberus giganteus
- Blaberus parabolicus
- Blaptica dubia - cucaracha argentina es criada para la alimentación de reptiles y artrópodos que requieren ser alimentadas con cebos vivos.
- Blatta orientalis - cucaracha oriental o cucaracha negra
- Blattella germanica - cucaracha rubia o alemana. En Venezuela se le conoce como chiripa.
- Blattella asahinai - cucaracha asiática
- Ectobius lapponicus
- Eublaberus distanti
- Eublaberus posticus
- Eurycotis floridana - cucaracha de Florida
- Eurycotis opaca
- Gromphadorhina grandidieri - cucaracha gigante de Madagascar
- Gromphadorhina oblongata
- Gromphadorhina portentosa
- Megaloblatta longipennis
- Macropanesthia rhinoceros
- Panchlora nivea - es criada para la alimentación de serpientes y artrópodos que requieren ser alimentadas con cebos vivos.
- Parcoblatta pennsylvanica - cucaracha de Pensilvania.
- Periplaneta americana - cucaracha americana. Importada en el puerto de Barcelona entre finales de los 80 y principios de los 90, se ha extendido por toda la península ibérica y las Islas Canarias.[cita requerida]
- Periplaneta australasiae - cucaracha australiana
- Periplaneta brunnea - cucaracha parda
- Periplaneta fuliginosa - cucaracha smokybrown'
- Pycnoscelus surinamensis - cucaracha parda de Surinam
- Saltoblattella montistabularis - cucaracha saltarina de Sudáfrica
- Shelfordella tartara - runner.; es criada para la alimentación de reptiles y tarántulas que requieren ser alimentadas con cebos vivos.
- Supella longipalpa - cucaracha banda café; es criada para la alimentación de reptiles y otros artrópodos que requieren ser alimentadas con cebos vivos.

## Entomología aplicada

### Riesgos sanitarios
Un estudio nacional en los EE. UU. (2005) en factores que predisponen al asma en estudios infantiles en el interior de las ciudades demostraba que los alérgenos provenientes de cucarachas parecen empeorar los síntomas de asma más que otros factores conocidos. Este estudio, financiado por el Instituto Nacional de Ciencias de Salud Medioambientales (NIEHS) y el Instituto Nacional de Alergia y Enfermedades Contagiosas (NIAID), es el primer estudio a gran escala para clasificar factores de asma según la severidad.
Adicionalmente, un estudio de búsqueda de 2005, patrocinado por la Asociación de Gestión de Plagas Nacional (NPMA), muestra una disparidad en el conocimiento de propietarios de domicilios sobre este vínculo. Solo un 10 % de los propietarios encuestados en los EE. UU. perciben que las cucarachas son una amenaza para la salud de su familia.

### Controles de plagas

#### Preventivo y biorracional

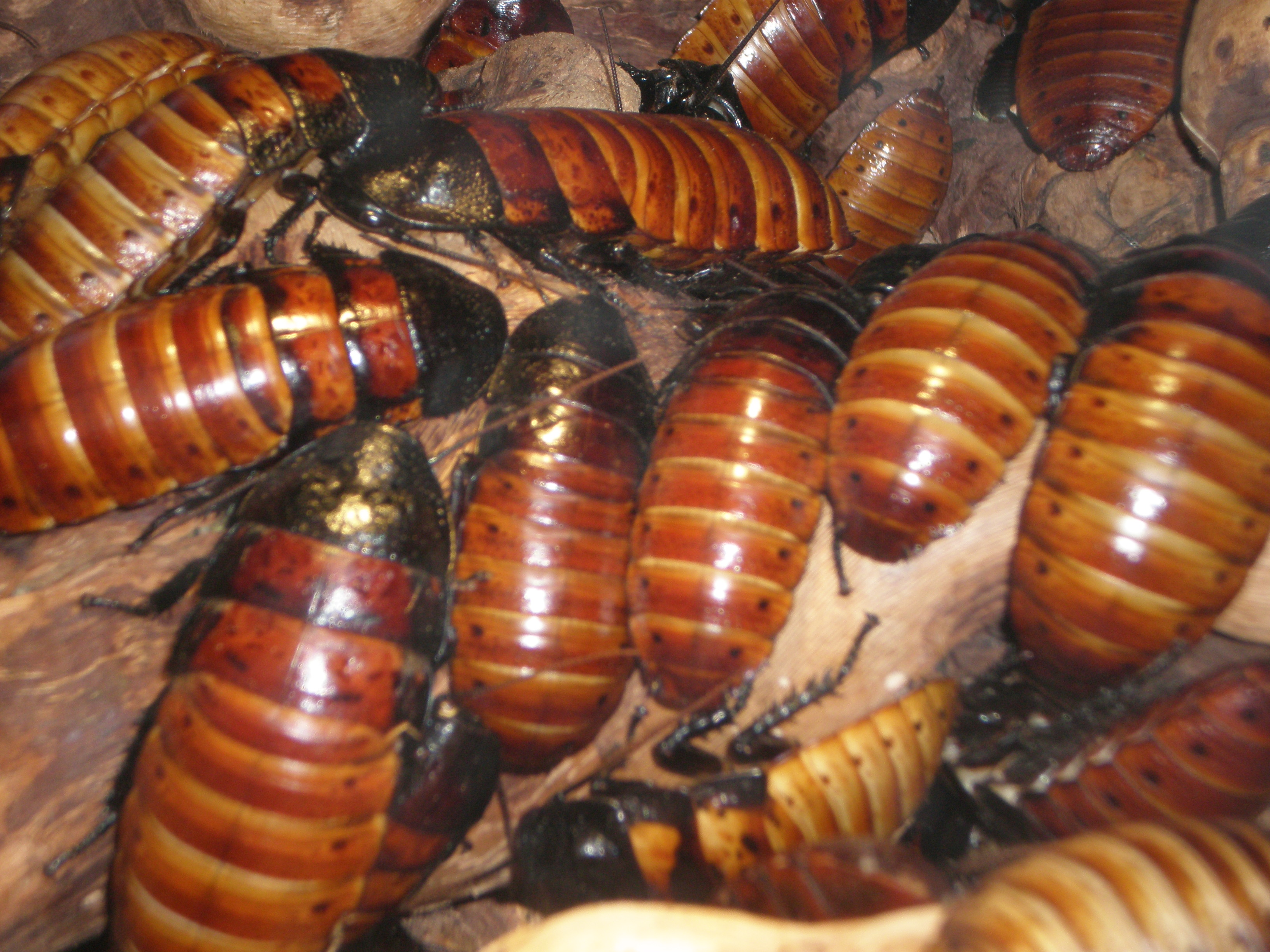
Especimes de Gromphadorhina portentosa cucarachas gigantes de Madagascar.

Hay diversos parásitos y depredadores de las cucarachas, pero pocos de estos han resultado altamente efectivos con las cucarachas para el control biológico. Las avispas parasíticas de la familia Evaniidae son insectos depredadores que atacan a las ootecas. Las avispas de la familia Ampulicidae son depredadores de cucarachas adultas y ninfas (por ejemplo Ampulex compressa). La lagartija, el gorrión común y el ciempiés son probablemente depredadores efectivos de cucarachas, pero en el caso de este último las personas encuentran inaceptable su presencia en sus domicilios.
Las medidas preventivas incluyen mantener los alimentos almacenados en contenedores estancos, cubos de la basura que tengan una tapa hermética, la limpieza frecuente y escrupulosa de la cocina y aspiraciones regulares. También se tendrían que reparar potenciales escapes de agua, como grifos que gotean. Es también necesario sellar cualquier posible punto de entrada: los zócalos, así también agujeros entre armarios de la cocina, tubos, las ventanas y las puertas con un poco de lana de acero o red de cobre y un poco de cemento, masilla o silicona. Además también se recomienda el uso de trampas adhesivas para monitorizar y prevenir una plaga.

#### Químico
Solo en aquellos casos en que no se ha cumplido alguna de estas medidas preventivas se puede producir la infestación. Una vez que se instaura una infestación de cucarachas se extenderá rápidamente, se puede aliviar el problema con el control químico de geles o insecticidas. No obstante, el análisis de las causas y la adopción de medidas correctoras pueden reducir el riesgo de re-infestación. Insecticidas (imiprotrina), las estaciones de cebos que contienen hielos en base de hidrametilnona o fipronil o de otros biocidas, así como las pólvoras de ácido bórico, son tóxicas para las cucarachas. 
Los cebos con ovicidas son también bastante eficaces para el control de una población de cucarachas. Adicionalmente composiciones de deltametrina son muy efectivas.
Disminuir la temperatura del hábitat cerca del punto de congelación puede esterilizar la mayoría de los huevos. Este método puede ser práctico en casas rurales, pero es altamente impracticable en ciudades.
En Asia, los propietarios de automóviles usan hojas de pandanus como repelente natural para cucarachas en sus vehículos. La lavanda en ramas o saquitos en los sitios por donde salen las cucarachas, suele alejar a estos insectos. Por otra parte, no suelen resistir el olor del laurel.
Las cucarachas Periplaneta americana pueden estar cerca de tres meses sin comida y un mes sin agua. Viven frecuentemente al aire libre; prefieren climas cálidos y se considera que son mesófilos estrictos. Sin embargo, son lo bastante adaptables como para sobrevivir a temperaturas próximas a la congelación.
Las cucarachas tienen un estómago ácido, por lo cual, para su erradicación se debe mezclar azúcar con bicarbonato de sodio y ubicarlo en los lugares donde se presume que estos insectos circulan, de ese modo al ingerir dicha mezcla el alto pH del bicarbonato hará efecto inmediato en el organismo. También, una mezcla a partes iguales de agua y detergente o jabón colocada en un pulverizador rociada sobre estos insectos, los mata.